# Kampf um den Larzac

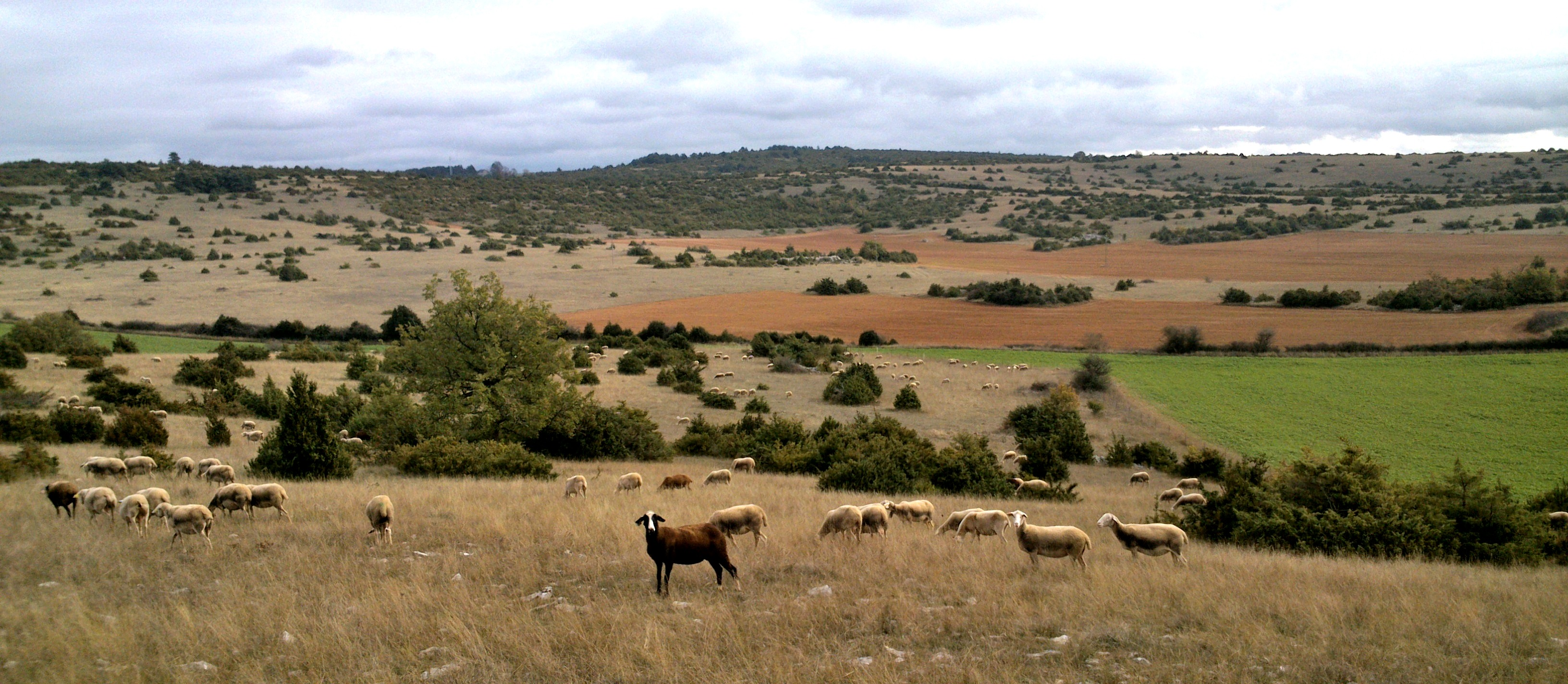
Die umkämpfte Landschaft und Landwirtschaft des Larzac

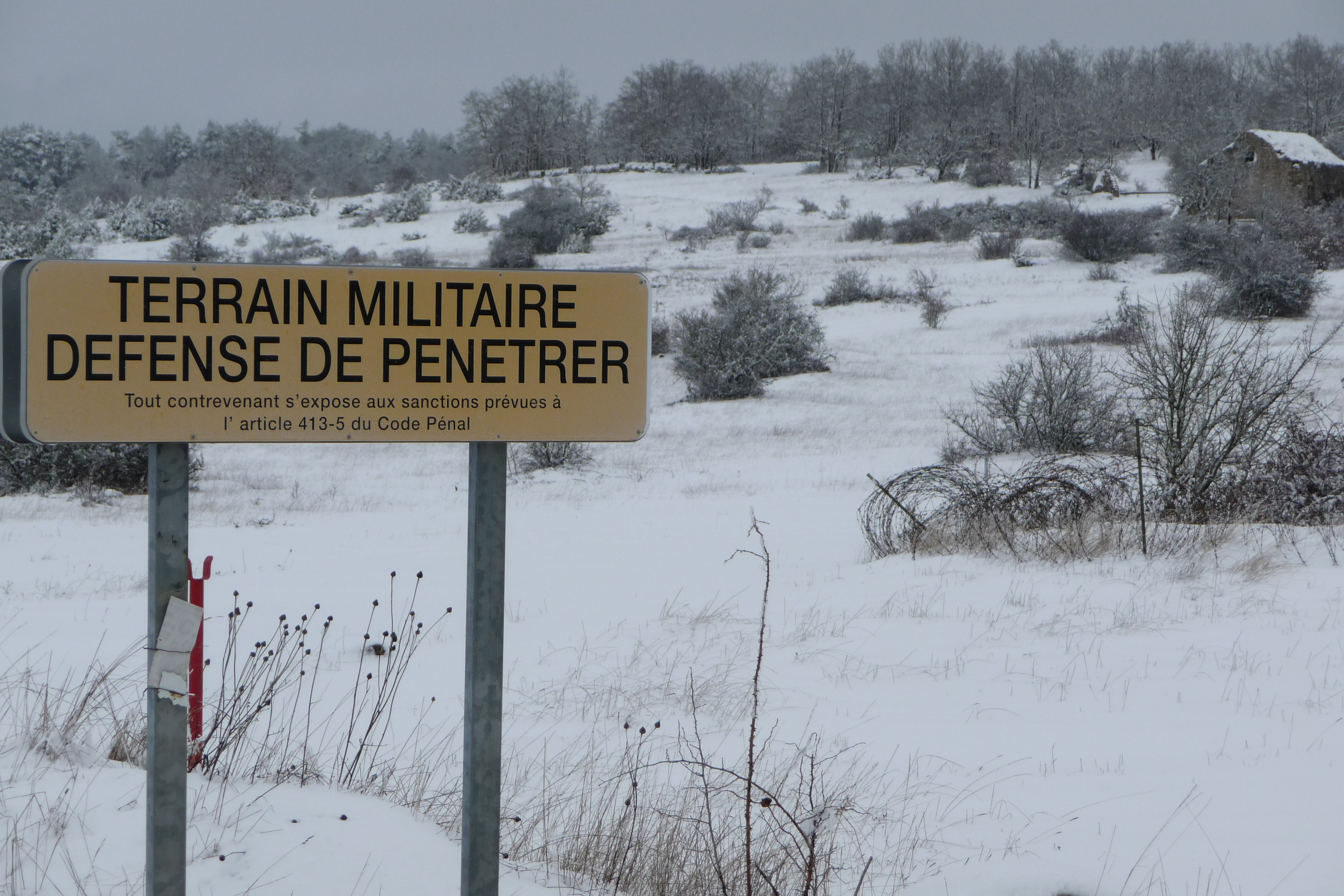
Militärgelände – Zutritt verboten, Warnschild von 2013

Der Kampf um den Larzac richtete sich in den 1970er Jahren gegen die Pläne der französischen Regierung, den zum Camp du Larzac gehörenden Truppenübungsplatz auf der Causse du Larzac zu erweitern. Die Bauern und Anwohner des Larzac setzten sich gegen diese Pläne zur Wehr und erhielten breite Unterstützung von verschiedenen Teilen der französischen Gesellschaft. Es entstand eine breite soziale Bewegung, die über die Jahre hinweg im In- und Ausland an Popularität gewann. Der Widerstand führte schließlich 1981 zum Erfolg, als die Regierung nach dem Wahlsieg von François Mitterrand die Erweiterungspläne aufgab. Seitdem gilt der Kampf um den Larzac als Beispiel für eine erfolgreiche kollektive Mobilisierung und zivilen Ungehorsam, der auch für andere Protest- und Widerstandsaktionen zum Vorbild wurde.

## Die Vorgeschichte
Seit 1902 existiert am Rande von La Cavalerie das Camp du Larzac, zu dem ein angrenzendes Gelände von 3.000 ha auf der Causse du Larzac gehört, das für militärische Übungen genutzt wird. Da das Gelände nicht ganzjährig vom Militär genutzt wurde, bestand weiterhin die Möglichkeit zu dessen landwirtschaftlicher Nutzung, vor allem als Weideland für Schafe.

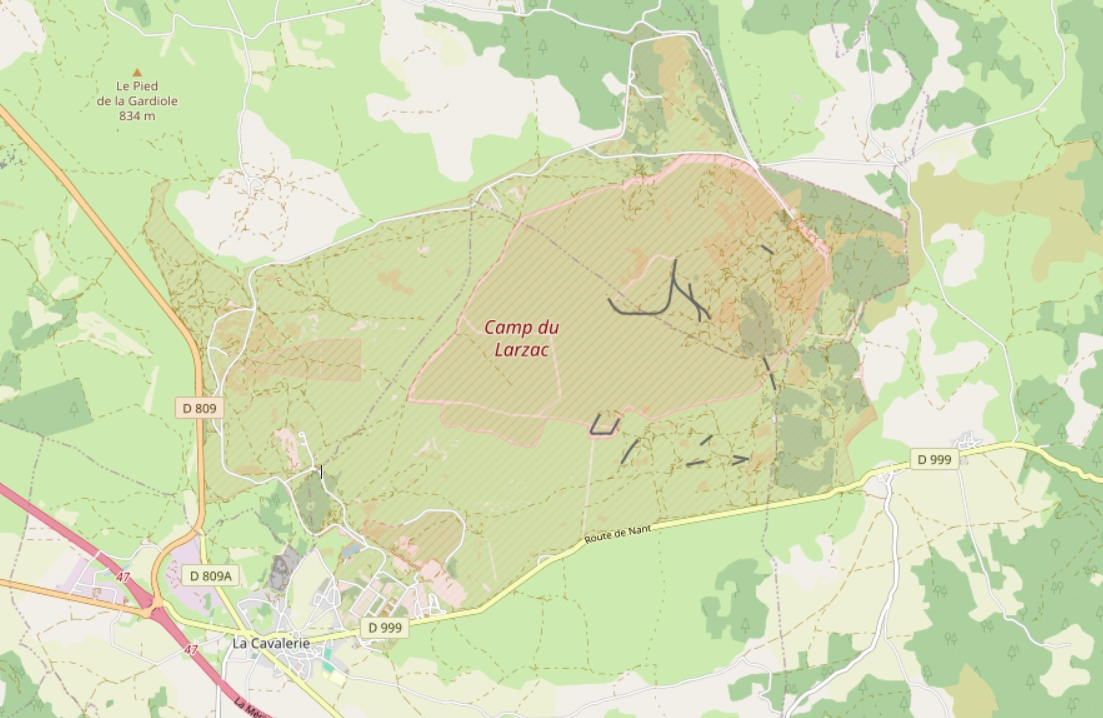
Die ursprüngliche und bis heute fortbestehende Größe des Camp du Larzac

Das Camp und der Truppenübungsplatz erlebten bis weit in die 1960er Jahre hinein eine wechselvolle Geschichte, in der die militärische Nutzung zeitweilig zurücktrat zu Gunsten einer Nutzung als Internierungslager zur Zeit des algerischen Unabhängigkeitskrieges und danach als Durchgangslager für algerischstämmige Hilfskräfte der französischen Armee während dieses Krieges, die nach Frankreich flohen.
Im Herbst 1962 endete die Interimsnutzung des Camp du Larzac als Internierungslager. Im Hintergrund hatte es bis dahin bereits unterschiedliche Pläne über die Zukunft des Camps gegeben, die dessen Erweiterung ebenso in Erwägung zogen wie dessen Schließung. Letzteres stieß in der strukturschwachen Gegend auf den Widerstand lokaler Lobbyisten und gipfelte gar in Forderungen, den Truppenübungsplatz auszubauen.

„1963 und 1965 reichten Bauern beim Armeeministerium Bittschriften ein, daß Brachland aufgekauft und der Truppenübungsplatz erweitert würde. Die ärmlichen Verhältnisse und die zunehmende Belästigung durch die Truppen brachten einige der Alteingesessenen zum Wunsch, die Landwirtschaft aufzugeben oder in eine andere Region neu zu beginnen.“

Kaum zehn Jahre später änderte sich die Situation fundamental. Nun plante die Regierung tatsächlich, den Truppenübungsplatz zu erweitern, aber die Landbevölkerung begriff dies als Affront und setzte sich dagegen zur Wehr. Nach Guy Tarlier (1932–1992), einem der frühesten Aktivisten gegen die Erweiterungspläne, fiel die Entscheidung der Regierung, „den Truppenübungsplatz zu erweitern, […] genau zehn Jahre zu spät“.

## Der behördlich provozierte Konflikt

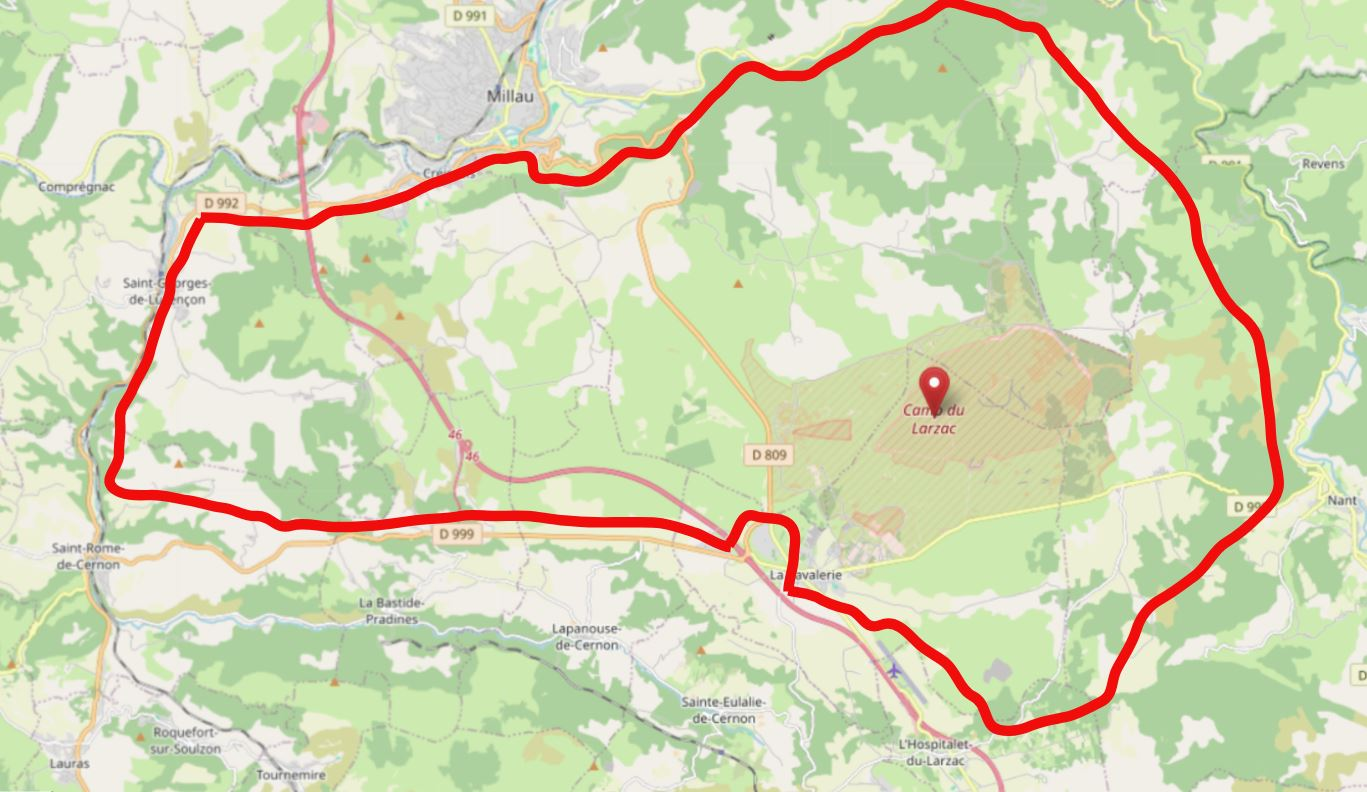
Geplantes Erweiterungsgebiet (rote Linie). In der Mitte schraffiert das ursprüngliche Camp-Gebiet.

Als die Bauern noch eine Erweiterung des Truppenübungsplatzes forderten, ahnten sie vermutlich noch nichts von den bereits fortgeschrittenen Plänen der Regierung, das Übungsgebiet von 3.000 ha auf 14.000 ha zu erweitern. Tatsächlich ins Bewusstsein einer breiteren Öffentlichkeit rückten die Pläne erst, als am 11. Oktober 1970 André Fanton, der damalige Staatssekretär für nationale Verteidigung, auf einem Regionalkongress der gaullistischen Union pour la Nouvelle République (UDR) in La Cavalerie erstmals das Erweiterungsprojekt ankündigte. In der Folge „bildete sich ein Bündnis aus Roquefort-Industriellen, Bauernverbands-Funktionären und Lokalpolitikern“, und am 30. Januar 1971 gründete sich die Association de Sauvegarde du Larzac et de son Environnement (Verein zur Rettung des Larzac und seiner Umwelt), die im Mai 1971 ein Weißbuch mit dem Titel Les problèmes posés par l'extension du camp militaire (Die Probleme, die durch die Erweiterung des Militärlagers entstehen) veröffentlichte.:S. 9 Für Philippe Artières begann mit der Gründung dieser Association der Kampf gegen die Erweiterungspläne.

« Sa première initiative est de produire un autoportrait de l'activité agricole sur la possible zone d'extension, afin de souligner la jeunesse des exploitants et le potentiel de développement du plateau. Cette « politique de la description », reprise systématiquement dans les années suivantes avec la création de la revue Gardarem lo Larzac (« Nous garderons le Larzac » en occitan), permet à des exploitants, souvent totalement pris par leur activité, de mettre en commun leur savoir-faire et de fabriquer une cause commune, celle de l'avenir du Causse. Cette auto-observation prend la forme en mai 1971 d'un Livre blanc, ouvrant la voie à une subjectivation collective qu'on nomme depuis « le miracle » politique du Larzac. »

„Ihre erste Initiative bestand darin, ein Selbstporträt der landwirtschaftlichen Aktivitäten in der möglichen Erweiterungszone zu erstellen, um die Jugend der Landwirte und das Entwicklungspotenzial des Plateaus hervorzuheben. Diese "Politik der Beschreibung", die in den folgenden Jahren mit der Gründung der Zeitschrift Gardarem lo Larzac (okzitanisch für "Wir werden den Larzac behalten") systematisch fortgesetzt wurde, ermöglichte es den Landwirten, die oftmals völlig mit ihrer Tätigkeit beschäftigt waren, ihr Know-how zu bündeln und eine gemeinsame Sache, nämlich die Zukunft des Causse, zu produzieren. Diese Selbstbeobachtung nahm im Mai 1971 die Form eines Weißbuchs an und ebnete den Weg für eine kollektive Subjektivierung, die seither als das politische "Wunder" von Larzac bezeichnet wird.“

Die erste Demonstration gegen die Erweiterungspläne fand am 9. Mai 1971 in Millau statt und zog von dort zum Kasernengelände in La Cavalerie. Die Teilnehmer – Naturschützer, Pazifisten und studentische Gruppen – kamen jedoch überwiegend von außerhalb, und „die Landwirte [standen] verwundert als Zuschauer am Straßenrand und fragten sich, was Fremde wohl bewegen mochte, sich für ihre Sache einzusetzen“. Dass dennoch nach und nach verschiedene Bewusstwerdungen neue Denk- und Handlungsfelder eröffneten, die den Protest nachhaltig prägten:S. 9, lag unter anderem daran, dass zum einen bei vielen der alteingesessenen Landwirte ein Generationenwechsel stattfand, und zum anderen vor allem im Norden der Causse verlassene Höfe neue Eigentümer gefunden hatten.

« Au nord, les fermes, plus isolées, ont certes souvent été délaissées au cours du XXe siècle, mais cette zone a été récemment réinvestie par des « pionniers » étrangers au Causse, qui y redynamisent l'élevage des moutons et les cultures céréalières. »

„Im Norden wurden die abgelegeneren Bauernhöfe im Laufe des 20. Jahrhunderts zwar oftmals verlassen, aber dieses Gebiet wurde vor kurzem von "Pionieren", die nicht aus dem Causse stammen, wiederbesetzt, die dort die Schafzucht und den Getreideanbau neu beleben.“

Diese beiden von ihrer Herkunft her unterschiedlichen Gruppierungen hatten noch vor dem Mai 1968 begonnen, gemeinsam die landwirtschaftlichen Methoden auf dem Plateau zu ändern. Sie hatten landwirtschaftliche Betriebsgemeinschaften gegründet (Groupements agricoles d'exploitation en commun; GAEC), um die Ausrüstung zu kollektivieren, die Maschinen gemeinsam zu nutzen und ihre Arbeitskraft zu vereinen. Die damit in Gang gesetzte Dynamik, war eines der Fundamente, auf denen sich der Widerstand gegen die Regierungspläne entfalten konnte.
Am 23. September 1971 fand die erste selbständige Bauerndemonstration gegen die Erweiterungspläne statt, zu der sich 30 Bauern mit ihren Traktoren in La Cavalerie einfanden und nach mehreren Runden durch das Dorf Anhängerladungen mit Steinen vor dem Kaserneneingang und dem Haus des UDR-Bürgermeisters abluden.:S. 46 Doch nur einen knappen Monat später zeigte die Regierung, dass sie nicht bereit war, von ihren Plänen abzurücken. Am 28. Oktober 1971 bestätigt der Verteidigungsminister Michel Debré im Fernsehen offiziell die Erweiterung des Lagers und verband das zugleich mit einem Affront gegen die Bewohner der Causse, in dem er den Larzac als entvölkertes, steiniges Gebiet mit einer sehr unsicheren industriellen und landwirtschaftlichen Zukunft darstellte.:S. 9
Debrés Fernsehauftritt beflügelte den Protest in der Region:
- Die Roquefort-Fabrikanten schalteten am 5. November 1971 eine ganzseitige Anzeige in Le Monde, die sich gegen die Erweiterungspläne richtete.
- Am darauffolgenden Tag, am 6. November, fand eine von einer lokalen Bauernorganisation organisierte Demonstration in Millau statt, an der sich 6.000 Menschen beteiligten.
- Am Sonntag, dem 7. November 1971 wurde in den meisten katholischen Kirchen des Bistums Aveyreon ein Hirtenbrief verlesen, mit dem sich der Klerus mit den Larzac-Bauern solidarisierte.[2]:S. 264

Debré lud daraufhin Vertreter der Association und anderer Organisationen zu Gesprächen über die Larzac-Probleme ein. Von November 1971 bis April 1972 fanden insgesamt fünf Sitzungen statt, die ohne Ergebnis endeten.:S. 264
Am 6. Dezember 1971 sprach sich auch der Generalrat des Aveyron gegen die Erweiterungspläne aus. Dessen Präsident wurde am 5. Februar 1972 auch Vorsitzender eines neu gegründeten Comité Départemental de Sauvegarde du Larzac.:S. 264

### Exkurs: Antimilitarismus, Religion, Gewaltfreiheit
Die aus dem universitären und maoistischen Milieu stammenden Initiatoren der ersten Demonstration gegen die Erweiterungspläne vom Mai 1971, die mit ihrer Aktion kaum Anklang vor Ort gefunden hatten, ließen sich dadurch nicht entmutigten und führten in den Folgemonaten eine Befragung unter den Bauern durch und fassten deren Ergebnisse in der Broschüre Le Larzac aux paysans, les paysans veulent vivre zusammen, nach Hertle „eine Korrektur und Ergänzung des kurz zuvor veröffentlichten Weißbuches“. Hertle zitiert daraus den Bauer J. M. Cassan, dessen Ausführungen seiner Meinung nach in Stil und Argumentation der bäuerlichen Denkart am ehesten nahekamen.

„... Was ist der Nutzen dieses Truppenübungsplatzes? Nützt er den Menschen in der Region? Frankreich? Der Welt? Soll noch mehr Land "eingefroren" werden, um mehr Platz für Kanonen zu machen? Wir sagen Nein zur Armee. Man muß schon tief gefallen sein, um wirtschaftliche Probleme durch den Bau von Todesmaschinen zu lösen! ... Wieviel ist ein Mensch wert? Männer, Frauen, Jugendliche des Larzac, wir leben von den Produkten unseres Bodens. Wir wissen, daß wir mit dem Wetter, den Jahreszeiten, unserer Arbeit rechnen müssen. Wir wissen, daß Weizen nicht dadurch wächst, daß wir an den Halmen ziehen ... Wir sind keine Märtyrer, wir wollen nicht bedauert werden, sondern verlangen nur das Recht, auch etwas zu gelten. In der Larzac-Affäre spricht man wenig von uns, man hört nur hie und da: Sie brauchen sich nicht zu beschweren, sie werden gut bezahlt werden ... Wieviel kostet ein Mensch? Ein Mensch ist nicht zu verkaufen ... An dem Tag, an dem wir begriffen haben, daß wir zusammen kämpfen müssen, werden wir gewonnen haben. Die UDR hat die Bauern verkauft, ohne sie um ihre Meinung zu fragen, so wie früher Sklavenhändler ihre Neger verkauft haben. Wir lassen das nicht mit uns machen ...“

Die hier anklingenden antimilitaristischen Tendenzen fanden sich auch im schon erwähnten Hirtenbrief vom November 1971 wieder, der nicht nur zur Solidarität mit den um ihren Lebensraum kämpfenden Bauern aufrief, sondern auch in Frage stellte, „ob Aufrüstung, ja sogar Verteidigungskriege mit dem christlichen Gewissen vereinbar seien. Im Widerstand gegen die Rüstungsspirale läge dagegen die Hoffnung auf eine Umkehr zu menschlichem Verhalten.“:S. 52 Für die überwiegend katholische Larzac-Bevölkerung war das ein starkes Signal, das aber auch heftige Reaktionen von Regierungsseite hervorrief. Jean-Ernest Ménard, Bischof von Rodez und einer der Initiatoren des Hirtenbriefes, musste sich den Vorwurf gefallen lassen, Kommunisten und Maoisten das Bett zu bereiten, und in einer Rede vor der Nationalversammlung beklagte sich am 2. Mai 1972 Michel Debré unter Bezug auf den Hirtenbrief über die „Schamlosigkeit gewisser Prälaten“, die soweit gingen, sich die Frage zu stellen, „ob ein Krieg – und sei es ein Verteidigungskrieg – legitim sein könne“.:S. 52 Gleichwohl: Der Hirtenbrief enthielt viele Leitmotive, die den weiteren Kampf gegen die Truppenplatzerweiterung begleiteten, und für die Widerständler selber war die kirchliche Unterstützung ihres Kampfes, vor allem auch das Aufzeigen, dass Widerstand mit der christlichen Wertordnung vereinbar ist, eine Ermutigung zur Selbstbehauptung. Nach Hertle waren dies aber zunächst nur verbale Solidaritätsbekundungen, die sich erst dann politisch auswirkten und in Aktionen manifestierten, „als kirchennahe Teile der 'gewaltfreien Bewegung' den Bauern den Erfahrungsschatz gewaltfreier Aktionen näherbrachten“.:S. 53
Nach Hertle war die Behauptung maoistischer Gruppen, die Larzac-Bauern bereiteten sich auf bewaffneten Widerstand vor, eine linke Legendenbildung, die aus einer Überinterpretation vereinzelter verbalradikaler Äußerungen resultiert. Ebenso legt er nahe, dass einzelne Gewaltaktionen, die es gegeben hatte, Akteuren aus dem linken Milieu zuzuschreiben waren. „Als Sprengstoffanschläge auf ein gaullistisches Parteibüro und einen Armeehubschrauber den "Volkszorn vorantreiben" wollten, distanzierten sich die Larzac-Einwohner von gewaltsamen Widerstandsformen.“
Es war dann eine seit den frühen 1960er Jahren am Rande der Causse du Larzac lebende Gemeinschaft, die die Larzac-Bauern endgültig von der Idee des gewaltfreien Widerstandes überzeugte.

« L'entrée en scène dans la lutte du charismatique Lanza del Vasto, qui entame un jeûne de protestation le 19 mars, change la donne. Se réclamant à la fois de l'hindouisme et de l'Ancien Testament, le fondateur de l'Arche rassure les paysans du Causse, catholiques depuis des siècles. »

„Der Eintritt des charismatischen Lanza del Vasto in den Kampf, der am 19. März [1972] mit einem Protestfasten beginnt, verändert die Situation. Der Gründer der Arche, der sich sowohl auf den Hinduismus als auch auf das Alte Testament beruft, gibt den Bauern des Causse, die seit Jahrhunderten katholisch sind, Sicherheit.“

Lanza del Vasto und der Arche-Gemeinschaft war der Larzac nicht unbekannt. Angehörige der Gruppe waren bereits im April 1957 in einen zwanzigtägigen Hungerstreik gegen die Folter im Algerienkrieg getreten und protestierten 1959 und 1960 gegen die Internierungslager für verdächtige Nordafrikaner, so auch gegen das Camp du Larzac.:S. 58 Im Mai 1971 gehörten sie zu den Teilnehmern der ersten Demonstration gegen die Erweiterungspläne, und Anfang 1972 schlug Lanza del Vasto bei einer Zusammenkunft auf dem Hof von Louis Massebiau den etwa 40 anwesenden Bauern vor, „durch eine Fastenaktion die nationale Aufmerksamkeit auf den Larzac zu lenken“. In der Folge dieses Treffens fanden weitere Gesprächsrunden zwischen den Arche-Leuten und mehreren Bauernfamilien statt, bei denen Lanza – „aufbauend auf der kirchlichen Unterstützung des Widerstandes – die Verbindung zwischen den Prinzipien der Bergpredigt und der aktuellen Situation der Bauern umso wirksamer herstellen konnte, als er darüber hinaus Handlungsformen anbot, die sich in eine gewaltfreie Strategie einbetten ließen“.:S. 60
Parallel zur Informations- und Aufklärungsarbeit der Arche solidarisierte sich auch Jean Toulat (1915–1994), ein katholischer Priester und Gegner der französischen Atomstreitmacht, mit den Bauern des Larzac. Am 9. März 1972 referierte er in Millau vor 1.500 Zuhörern über die von der Regierung verweigerte Abrüstung und die Notwendigkeit, gegen deren Militarisierungspolitik gewaltfrei vorzugehen. Seine Schlussworte lauteten:

„Eure Sache ist gerecht. Ihr verteidigt das Land Eurer Vorfahren gegen eine Invasion, gegen eine Entweihung. Denn das Land wurde von Gott zum Wohle der Menschen geschaffen und nicht dazu, daß auf ihm Menschen lernen, andere Menschen zu töten ... Ihr seid nicht allein. ... Also habt Mut, von Eurem Boden ausgehend sollte sich eine heilsame Gegenbewegung über das ganze Land ausbreiten!“

Die Ideen von Lanza del Vasto und Jean Toulat wurden zum Fundament für den langen und erfolgreichen Kampf der Larzac-Bauern gegen die Erweiterung des Truppenübungsplatzes, und del Vasos am 19. März in La Cavalerie begonnenes und am 1. April 1972 endendes fünfzehntägiges Fasten, dem sich die Bischöfe von Rodez und Montpellier einen Tag lang anschlossen und in La Cavalerie eine Messe feierten, war für die Bewegung mehr als nur ein symbolischer Akt.

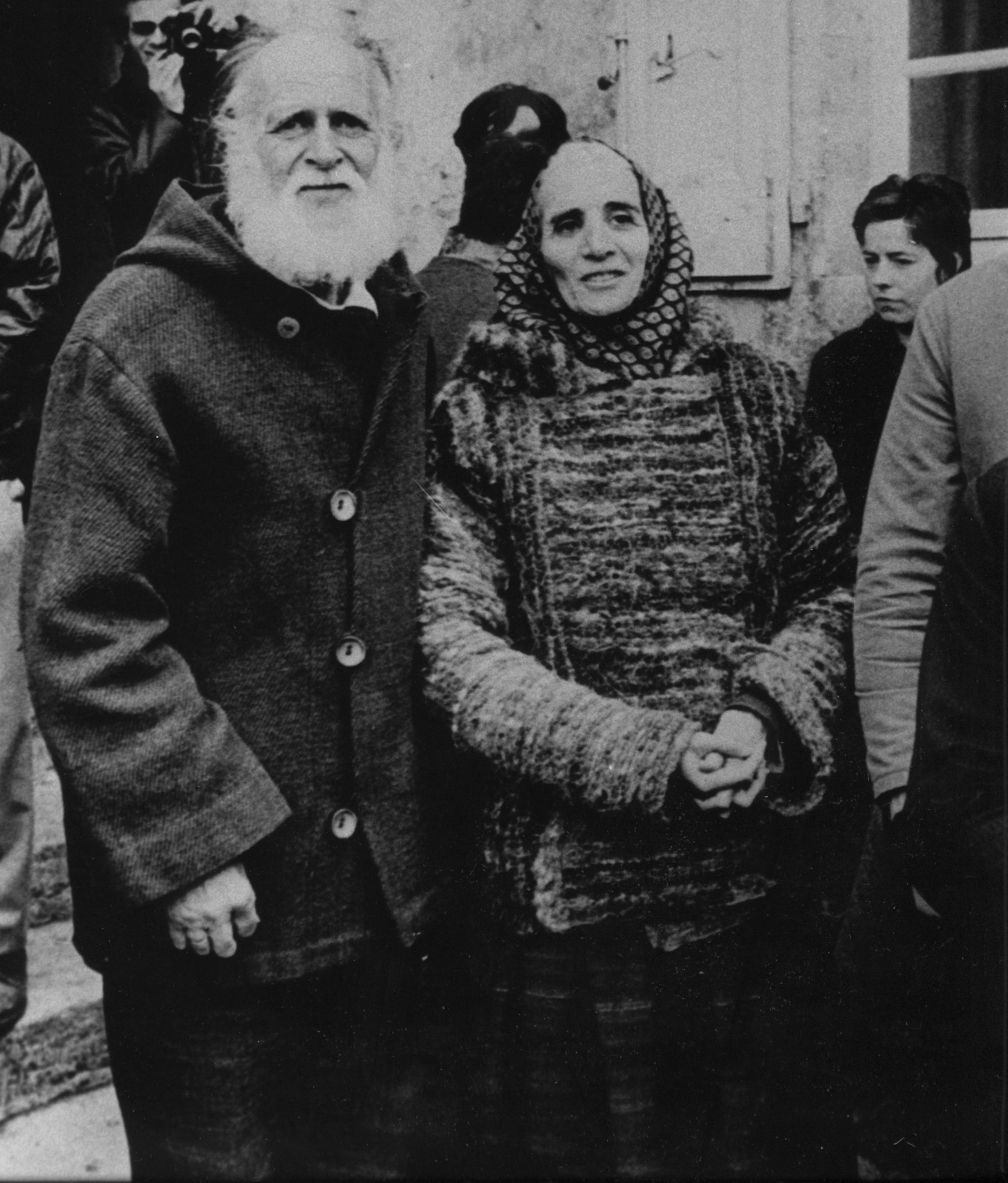
Lanza del Vasto und seine Frau Chanterelle zur Zeit von Lanzas Fasten im Larzac

« Le jeûne est un acte fondateur par lequel Lanza del Vasto devient la figure tutélaire du mouvement. La non-violence qu’il prône va être l’arme stratégique des paysans du Larzac qui endossent la position de victime, celle du pot de terre agricole contre le pot de fer militaire, se servant dans ce conflit dissymétrique de leur faiblesse pour en faire une force. Le choix non-violent constitue un bouclier contre les tentatives de récupération de la part de jeunes militants révolutionnaires attirés par cette affaire ayant élu domicile à Millau, en particulier des maoïstes pour qui « le pouvoir est au bout du fusil ». »

„Das Fasten ist ein Gründungsakt, durch den Lanza del Vasto zur Schutzfigur der Bewegung wird. Die von ihm propagierte Gewaltlosigkeit wird zur strategischen Waffe der Larzac-Bauern, die die Opferposition einnehmen, die des landwirtschaftlichen Topfes gegen den militärischen Eisentopf, und die in diesem asymmetrischen Konflikt ihre Schwäche nutzen, um sie in eine Stärke zu verwandeln. Die gewaltfreie Entscheidung ist ein Schutzschild gegen die Vereinnahmungsversuche junger revolutionärer Aktivisten, die von der Affäre angezogen werden und sich in Millau niedergelassen haben, insbesondere Maoisten, für die "die Macht am Ende des Gewehrs" liegt.“

## 1972 – der eigentliche Beginn des Widerstandes
Auch wenn Terral del Vasos Fastenaktion als Gründungsakt bezeichnet, war dies dennoch nicht die erste Protestaktion im Jahr 1972. Bereits im Januar gab es kleinere Aktionen (unter anderem Störung der Rallye Monte Carlo), und eine Unterschriftenaktion gegen das Camp wurde gestartet, bei der im Laufe von zwei Jahren 300.000 Menschen unterzeichneten. Und neben der ideellen Weiterbildung ging es den Bauern auch um praktische Erfahrungen an anderen Orten. Sie besuchten am 18. Februar den Truppenübungsplatz Camp de Canjuers, dessen größter Teil sich über die Gemarkung der Gemeinde Aiguines erstreckt, und der heute mit seinen 35.000 ha der größte Truppenübungsplatz in Westeuropa ist. Für dessen Erweiterung auf diese Größe mussten um 1970 außer Aiguines 12 weitere Orte erhebliche Teile ihrer Gemeindeflächen abtreten, das Dorf Brovès wurde komplett geräumt und seine Bewohner umgesiedelt. Für die Larzac-Delegation bestand die Erfahrung darin, dass keines der Versprechen, das vor der Erweiterung der Bevölkerung gegenüber abgegeben worden war, auch eingehalten wurde.:S. 265
Anfang März, im Anschluss an Toulats Vortrag in Millau, gab es die erste gewaltfreie Aktion: Achtzig Personen ketteten sich aneinander und demonstrierten während des jährlichen Offiziersballs vor dem Casino in La Cavalerie und ließen sich auch von der herbeigerufenen Polizei nicht abhalten. Eine mit dieser Aktion einhergehende weitere Aktion ist für Hertle allerdings ein Zeichen dafür,

„daß die Festlegung auf absolute Gewaltfreiheit noch nicht abgeschlossen war. Bauern hatten in ein Paket für das kalte Büffet einen Bienenschwarm geschmuggelt, der sich beim Auspacken im Casino auf die Gäste stützte. Außerdem kündigte ein anonymer Anrufer die Explosion einer Bombe im Casino an.“

Die zweite Märzhälfte stand dann ganz im Zeichen der schon erwähnten Fastenaktion, in deren Endphase am 28. März ein symbolträchtiger Akt stattfand: Der Eid der 103. 103 der 107 von der Erweiterung des Truppenübungsplatzes betroffene Bauernfamilien erklärten öffentlich, dass keine von ihnen freiwillig dem Truppenübungsplatz weichen werde. Ihre Erklärung lautete:

„Wir Unterzeichner, deren Betrieb gänzlich oder teilweise von der Erweiterung des Truppenübungsplatzes betroffen sind, bekräftigen öffentlich unsere Gegnerschaft zum Erweiterungsprojekt, um so allen Lügen und Unterstellungen ein Ende zu bereiten, die zum Ziel haben, die öffentliche Meinung über unsere tatsächliche Einstellung zu täuschen. Unseres guten Rechtes sicher, bemühen wir uns solidarisch, jeglichen Versuch der Verführung oder Einschüchterung , jedes Kaufangebot von seiten der Armee sowie jegliche Entschädigung zurückzuweisen.“

Der Eid war mehr als ein verbales Bekenntnis, er „signalisierte einen entscheidenden qualitativen Sprung von einer zufälligen Interessengemeinschaft zu einer bewußten Gemeinschaft“:S. 64, oder wie Philippe Artières es ausdrückt: „Dieser Eid, der von den Jüngsten und den Ältesten, den Aveyronesen und den "Neuen", den Klein- und Großbauern unterzeichnet wurde, bekräftigt ein erstes kollektives "Wir".“
Wenige Tage später, am 1. April 1972, endete die Fastenaktion von Lanza del Vasto mit einer Solidaritätsbekundung der Bischöfe von Rodez, Montpellier und Toulouse, die auch ein verstärktes Interesse der Presse auf den Kampf um den Larzac lenkte. Und zeitgleich mit dem Fastenende startete die in ein Fest eingebettete Aktion Offene Höfe. Mit ihr sollte einerseits einer breiten Öffentlichkeit außerhalb des Larzac die Gelegenheit gegeben werden, sich an Ostern über die wahren Gegebenheiten vor Ort informieren und um zu sehen, dass die Causse du Larzac mehr ist, als die von Debré verunglimpfte „Steinwüste“. Dieses Osterwochenende, an dem etwa 3.000 Menschen ihre Solidarität mit den Larzac-Bauern bekundeten:S. 71, machte erstmals deutlich, welche Ausstrahlungen auf nationale und internationale Protestbewegungen vom Larzac ausgingen.

« Plusieurs milliers de personnes se rendent sur le Larzac, visitent les exploitations et les bergeries, rencontrent la population. Lors des deux veillées, des discussions s'engagent entre les agriculteurs chrétiens et les « chevelus », hippies et jeunes contestataires, venus de toute la France et même d'ailleurs. Se mêlent aux insurgés des indépendantistes basques ou irlandais, des nationalistes occitans, des révolutionnaires chiliens ou grecs, des pro-avortement, des antinucléaires ou des membres du MDLP. Un concert de Claude Marti, le chanteur occitan, facilite les rencontres. Le choc des cultures est rude, mais l'opération est un joyeux succès. »

„Mehrere Tausend Personen begaben sich auf den Larzac, besuchten die Betriebe und Schafställe und trafen mit der Bevölkerung zusammen. Während der beiden Nachtwachen kam es zu Diskussionen zwischen christlichen Landwirten und den "Chevelus" [Langhaarigen], Hippies und jungen Protestlern, die aus ganz Frankreich und sogar aus anderen Ländern angereist waren. Unter die Aufständischen mischten sich baskische oder irische Unabhängigkeitsbefürworter, okzitanische Nationalisten, chilenische oder griechische Revolutionäre, Abtreibungsgegner, Atomkraftgegner oder Mitglieder der MDLP. Ein Konzert von Claude Martí, dem okzitanischen Sänger, erleichtert die Begegnungen. Der Zusammenprall der Kulturen ist hart, aber die Aktion ist ein fröhlicher Erfolg.“

Gerade in dieser Vielfalt war dieses Osterwochenende eine starke Sympathiebekundung und eine Vorwegnahme „der Großkundgebungen der Sommer 1973, 1974, 1977“.:S. 72, und nur wenige Tage später bekundeten Larzac-Bauern ihrerseits ihre Solidarität mit den Arbeiterinnen der Firma Samex in Millau, die gegen ihre niedrigen Löhne und den hohen Arbeitsrhythmus streikten und deshalb von Entlassungen bedroht waren. Die Arbeiterinnen besetzten daraufhin die Fabrik und erhielten aus dem Larzac Lebensmittelspenden. Als am 9. April 1972 der Streik erfolgreich endete, führten Bauern aus dem Larzac mit ihren Traktoren die Siegesdemonstration an.:S. 265 Es war die erste öffentliche gemeinsame Aktion von Bauern und Arbeitern, die dann im Juli/August 1973 ihre Fortsetzung fand in der aktiven Unterstützung der LIP-Arbeiter in ihrem Kampf um ein selbstverwaltetes Unternehmen.:S. 266
Der Protest auf dem Larzac, über den am 30. April 1972 auch die New York Times berichtete, wurde im Laufe des Jahres 1972 immer mehr über die Grenzen des Larzac hinaus bekannt, wozu nicht zuletzt weitere öffentlichkeitswirksame Aktionen beitrugen.
- Am 13. Mai bekräftige Debré noch einmal die Erweiterungspläne der Regierung, doch am 18. Mai fand eine Solidaritätsveranstaltung mit 2.000 Teilnehmern in Toulouse statt, und am 20. Mai eine mit 5.000 Teilnehmern im Pariser Veranstaltungszentrum Maison de la Mutualité.[2]:S. 265
- Am 13. Juni 1972 diskutierten in einer Fernsehsendung Michel Debré und François Mitterrand über die Erweiterung des Truppenübungsplatzes. Mitterrand, damals der erste Sekretär der Sozialistischen Partei Frankreichs und zukünftiger Kandidat der Linken bei den Präsidentschaftswahlen 1974, sprach sich erstmals öffentlich gegen das Projekt aus.[15]
- Am 14. Juli 1972, am französischen Nationalfeiertag, erwarten in Rodez 15.000 Menschen aus ganz Frankreich die Ankunft einer Traktoren-Demonstration aus dem Larzac, an der nach unterschiedlichen Quellen 72 (Hertle) beziehungsweise 90 (Artières) Traktoren mitfuhren. Bei der Kundgebung in Rodez kam erstmals die Idee auf, per Traktor bis nach Paris zu fahren, und am selben Abend zeichneten Bauern an den Hängen des Larzac mit Holzkohle und Heizöl riesige Feuerbuchstaben, die den Slogan "SOS Larzac" bildeten.[9]
- Ende Oktober 1972 wurden 2.000 Schafe vor das Rathaus von La Cavalerie getrieben, doch viel spektakulärer war die Aktion am 25. Oktober 1972. An dem Tag ließen Larzac-Bauern 60 Schafe unter dem Eiffelturm weiden. Die symbolträchtigen Bilder schafften es in die Fernsehnachrichten und auf die Titelseite von France Soir.[9][20]
- Am 28. Oktober 1972 werden in Anlehnung an den Eid der 103 an der durch die Causse führenden Nationalstraße 9 103 Bäume gepflanzt.[2]:S. 266

Die Aktionen Ende Oktober standen im Zusammenhang mit einem öffentlichen Verfahren, in dem die Regierung den öffentlichen Nutzen des Erweiterungsprojekts feststellen lassen wollte. Die als Ergebnis des Verfahrens angestrebte und von Debré gewollte Déclaration d'Utilité Publique (DUP; Erklärung des öffentlichen Nutzens) sollte die rechtliche Voraussetzung für zu ergreifende Enteignungsmaßnahmen schaffen.:S. 79 Auf Anordnung des Präfekten fand das DUP-Verfahren zwischen dem 15. und dem 30. Oktober 1972 statt. Die zur Durchführung eingesetzte Kommission bestätigte dem Präfekten am 10. November 1972 den uneingeschränkten öffentlichen Nutzen des Erweiterungsprojekts, und dieser machte am 26. Dezember 1972 dieses Ergebnis öffentlich.:S. 266 Damit war der Weg für Enteignungen geebnet. Am 21. Juni 1974 verwirft das Verwaltungsgericht von Toulouse eine Klage der Bauern gegen die DUP.:S. 267

## 1973 – 1974: Neue Bündnisse und internationale Solidarisierung
Die im Juli 1972 entstandene Idee einer Traktoren-Demonstration aus dem Larzac nach Paris wurde im Januar 1973 Realität. Am 7. Januar, einem Sonntag, verließen 60 Personen mit 26 Traktoren den Larzac und begaben sich auf eine 700 km lange Demonstration. In Orléans untersagte ihnen der Präfekt die Weiterfahrt nach Paris, und die Bauern setzten ihre Demonstration zu Fuß fort und treffen am 14. Januar in Paris ein. Parallel dazu fanden Solidaritätskundgebungen in mehreren französischen Städten und gar in London statt.:S. 266
In Paris trafen die Larzac-Bauern erstmals mit Bernard Lambert (1931-1984) zusammen, einem Aktivisten der gewaltfreien Aktion und Gründer der Bewegung Paysans-travailleurs (Arbeitende Bauern, gestützt auf Lamberts These von der Proletarisierung moderner, aber verschuldeter Landwirte). Dieses Zusammentreffen führte zu einer dauerhaften strategischen Allianz. Im Sommer 1973 initiierten Lambert und die Paysans-travailleurs einen Marsch zur Unterstützung der Bauern vom Larzac, der in eine Großkundgebung mündete, zu der sich vom 25. bis 26. August 80.000 Teilnehmer auf dem Larzac-Plateau einfanden. Diese Großkundgebung stand auch im Zeichen der Solidarität mit den streikenden LIP-Arbeitern.:S. 266 und war laut Spiegel „eine Mischung aus Pop und Politik, halb Woodstock, halb Klassenkampf“ nach deren Ende „selbst der konservative »Figaro« feststellen [musste]. »Aus Larzac haben sie ein Schaufenster des Protestes gemacht.«“
Vor dieser Großkundgebung hatte bereits am 10. Juni 1973 eine Aktion stattgefunden, deren Ergebnis ein bis heute bestehendes symbolträchtiges Gebäude wurde. 3.000 Personen zur illegalen Grundsteinlegung für einen Gemeinschaftsstall im Weiler La Blaquière. (Lage) Der Stall – „la « cathédrale du Larzac »“ –, zu dessen Bau mehrfach Genehmigungen verweigert worden waren, wurde mit immer mehr Unterstützung und Arbeitskräften aus dem ganzen Land am 16. Februar 1974 eingeweiht:S. 266 und bis 1976 um Melkstand, Scheune und Schuppen erweitert.
Das Jahr 1973 stand aber auch für die Vertiefung der internationalen Solidarität und zeigte, welche Resonanz außerhalb Frankreichs der Kampf der Larzac-Bauern bereits gefunden hatte.

„Seit dem Frühjahr 1973 trafen die ersten ausländischen Gruppen zu Solidaritätsbesuchen auf dem Larzac ein. Nach einem Konzert der “Long Kesh City Ramblers” aus Nordirland kam z.B. eine Delegation nordamerikanischer Indianer, die fünf verschiedene Stämme vertraten. Kurz nach den Ereignissen von Wounded Knee reiste die Indianergruppe zur konstituierenden Sitzung des “Europäischen Rates Eingeborener Völker” nach Genf. Nach einem Gespräch mit Vertretern der gewaltfreien Gruppe Lyon fuhren die Indianer spontan in den Larzac. […] Die internationale Dimension der Begegnung zwischen kämpfenden Minderheiten wurde bei den Großkundgebungen der folgenden Jahre auf dem Larzac beibehalten und weiter vertieft.“

Für Artières stehen die Jahre 1973/74 auch im Zeichen der Unterwanderung gesetzlicher Bestimmungen und des gelegentlichen Flirtens mit der Illegalität und der Gehorsamsverweigerung. Als Beispiele führt er an:
- Die Idee, Grundstücke zu parzellieren und sie in landwirtschaftliche Bodenverbände (Groupements fonciers agricoles, GFA) umzuwandeln, die die Enteignung erschweren.[9] Für Popularität sorgte, dass sich auch die Satirezeitschrift Le Canard enchaîné dieser Aktion anschloss und Anfang Januar 1974 auf einem von ihr erworbenen und im Erweiterungsgebiet der Militärzone liegenden 800 m² großen Gelände einen Marinestützpunkt eröffnete.[2]:S. 266
- Am 29. April 1973 schickten 60 Bauern, die auf dem Larzac wohnten, ihre Militärpässe an das Armeeministerium zurück.[9] „Daraus entstand eine landesweite Kampagne der Wehrpaßverweigerung, an der sich bald mehrere Tausend Sympathisanten beteiligen sollten, ebenso wie am Rüstungssteuer-Boykott, der aus Solidarität mit dem Larzac ausgerufen wurde.“[7] Das zurückbehaltene Geld (3 % der Steuern) floss unter anderem in den Bau der zuvor erwähnten cathédrale du Larzac.
- Am 5. Oktober 1974 beginnt die Besetzung von Les Truels[27], einem von der Armee bereits gekauften Bauernhof. (Lage) Die Besetzer werden eine Woche lang von Fallschirmjägern belagert, die dann aber aufgeben. Seitdem wohnten und arbeiteten dort mehrere Familien der Arche-Gemeinschaft.[2]:S. 267

Unbestreitbarer Höhepunkt des Jahres 1974 war aber das Fest vom 16. bis zum 18. August 1974 auf dem Larzac-Plateau, das in diesem Jahr als „Erntefest für die Dritte Welt“ gefeiuert wurde und zudem sich 103.000 Menschen einfanden.:S. 267 Zum weltpolitischen Kontext heißt es bei Artières:

« Les militants rêvent de ponts entre le Nord et le Sud, entre l'Aveyron et l'Afrique en proie à mille maux : la France y fait la guerre au Tchad, la famine touche le Sahel. »

„Die Aktivisten träumen von Brücken zwischen Nord und Süd, zwischen dem Aveyron und dem von tausend Übeln geplagten Afrika: Frankreich führt dort Krieg im Tschad, die Sahelzone leidet unter einer Hungersnot.“

François Mitterrand, der am 17. August gegen 17.30 Uhr auf dem Plateau landete, war an diesem Wochenende dort nicht erwünscht und musste nach zwei Stunden das Plateau fluchtartig verlassen.

## 1975 – der Kampf um das Wasser

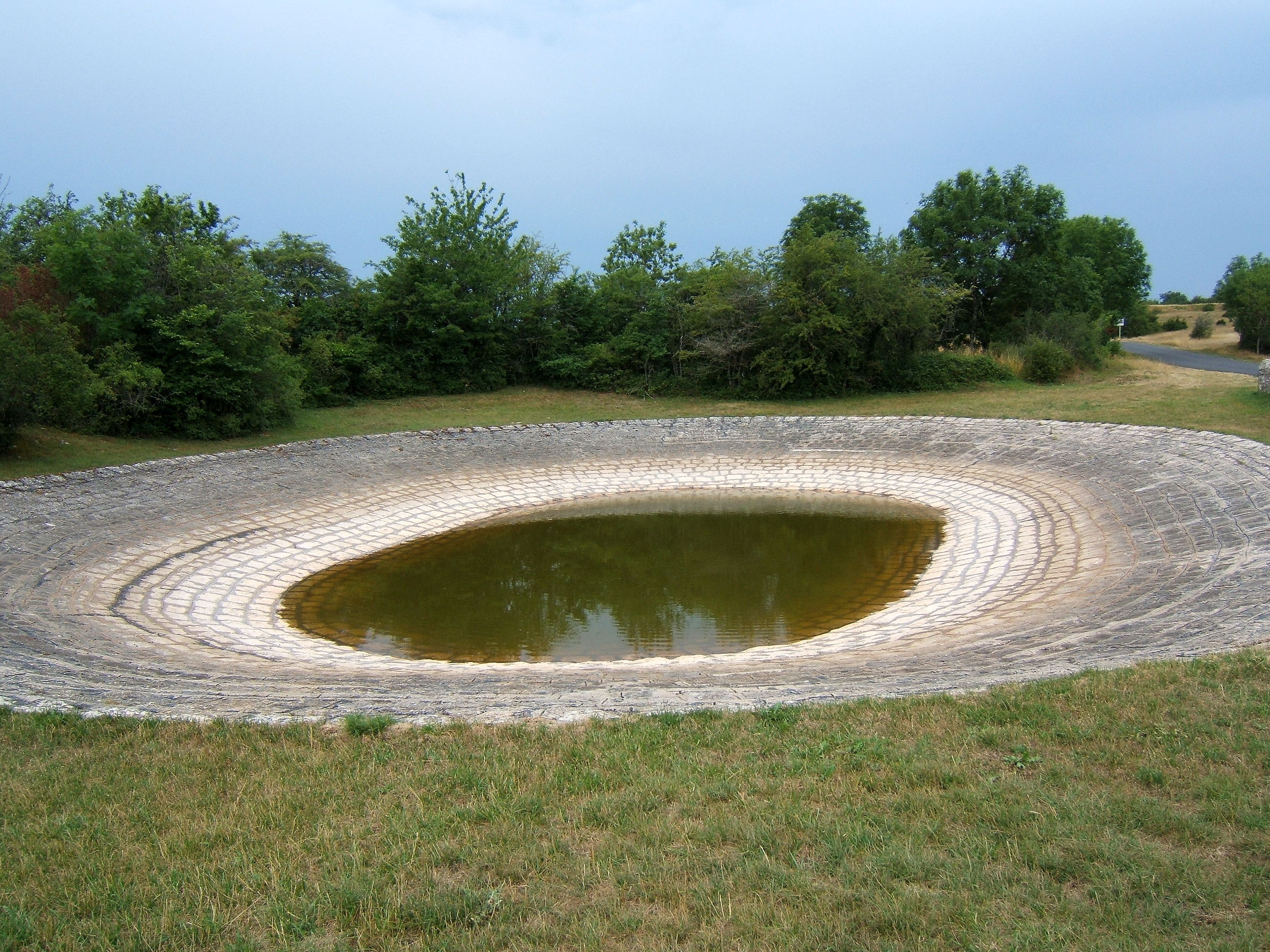
Eine Lavogne, eine Regenwassersammelstelle

Früher waren Lavognes die einzige Möglichkeit der Wasserversorgung auf der Causse. In ihnen wurde Regenwasser gesammelt, mit dem die Menschen sich und ihre Tiere versorgten. Später entstanden vor allem für den menschlichen Bedarf Zisternen. Da dies auf Dauer nicht ausreichte, begann in den 1960er Jahren der Bau von Wasserleitungen und Pumpstationen. Mit dem Bekanntwerden der Erweiterungspläne für das Camp mussten die Bauern allerdings zu Kenntnis nehmen, dass die Höfe, die innerhalb des Erweiterungsgebietes lagen, vom Anschluss an eine moderne Wasserversorgung ausgeschlossen bleiben sollten.:S. 126
Die politischen Interventionen über dieses Anschlussverbot zogen sich hin und führten schließlich am 4. Januar 1975 zu einer Art Selbstermächtigung: Bauern mit Unterstützung einiger Politiker begannen, auf eigene Faust eine Wasserleitung weiterzubauen und diese auch über die Nationalstraße 9 (N9) hinweg zu verlängern. Darüber kam es zu einer Konfrontation mit der Polizei, und die Bauern mussten ihre Aktion abbrechen.:S. 126 Vier Tage später verkündete der Präfekt als Vorstufe zu den Enteignungsverfahren für den 12. Februar die Eröffnung eines Raumordnungsverfahrens (enquête parcellaire), was die Bauern zu einer Intensivierung ihres Kampfes um das Wasser veranlasste.
Am 25. Januar 1975 versuchten die Bauern mit breiter Unterstützung den Weiterbau voranzubringen, sahen sich aber einer großen Zahl von Mobilgardisten gegenüber. Die Bauern leisteten passiven Widerstand, wurden aber ebenso wie die anwesenden Honoratioren von der Baustelle gedrängt.:S. 127
Der nächste Versuch startete am 15. Juni 1975, und diesmal in Anwesenheit von 200 Arbeitern aus der LIP-Fabrik und anderen Unternehmen in Besançon, die eigentlich den Erwerb einer GFA-Parzelle feiern wollten. Erneut rückte die Polizei an, griff aber nicht ein, und zog sich nach einem Funkgespräch mit dem Innenministerium zurück. Die Leitung konnten über die N9 hinweg verlegt werden, und die Bauern und ihre Sympathisanten feierten dies als Sieg des zivilen Ungehorsams über die als nicht gerecht empfundenen Spielregeln der Gesellschaft.:S. 127 f.
Die Einleitung des erwähnten Raumordnungsverfahrens war seinerseits Anlass für weitere Aktionen, die teils symbolischen Charakter hatten (Rathausblockaden), teils aber auch den Diebstahl von Untersuchungsakten und deren Zerstörung zur Folge hatten. Die Polizei war bei diesen Aktionen meist anwesend, größere Auseinandersetzungen scheint es aber nicht gegeben zu haben.
Nicht aufgeklärt ist ein Vorfall, der sich in der Nacht vom 9. auf den 10. März 1975 in dem Weiler La Blaquière ereignete. In dieser Nacht wurde ein Bombenanschlag auf das Haus von Auguste Guiraud verübt, der zum Kreis der 103 gehörte. Obwohl in dem Gebäude drei Erwachsene und sieben Kinder schliefen, gab es keine Opfer, aber erhebliche Sachschäden. Die gefundenen Sprengstoffreste deuteten auf eine Armeeherkunft hin, doch die polizeilichen Ermittlungen führten zu keinem Ergebnis.:S. 144 Die unbekannten Täter hatten auch dafür gesorgt, dass keine Hilfe von außerhalb angefordert werden konnte. Es gab auf dem Hof kein Telefon, und auf den Wegen um das Haus waren Nägel verstreut worden, wodurch es nicht möglich war, Rettungskräfte zu alarmieren. Der Anschlag, der regionales und sogar nationales Aufsehen erregt hatte, wurde vom Bischof von Rodez öffentlich verurteilt, führte aber auch zu einer weiteren Mobilisierung der Bauern.
Das Jahr 1975 führte auch zu einer medialen und kulturellen Festigung des Kampfes.
- Am 4. Mai 1975 fand das zweite Koordinationstreffen der inzwischen etwa 120 Larzac-Komitees statt. Dabei wurde der Beschluss zur Gründung einer eigenen Zeitschrift gefasst: Gardarem Lo Larzac; die Nummer 1 erschien im Juni 1975.[2]:S. 146 f.
Der okzitanische Titel, der meist in Anlehnung an die französische Bedeutung Nous garderons le Larzac mit Wir werden den Larzac behalten übersetzt wird, aber auch die Bedeutung von Wir werden den Larzac bewahren beinhaltet, verband den Kampf um den Larzac mit dem Kampf um die okzitanische Sprache und Kultur. Aus okzitanischer Sicht heißt es zu dieser bewussten Entscheidung für einen Titel in okzitanischer Sprache: „Angesichts eines Projekts, das in den höchsten Sphären des Staates beschlossen wurde, stellt die Reaktion vor Ort die Identität der Bauern selbst in Frage. Die Anerkennung ihrer "Okzitanität" geht daher mit der Forderung nach "kultureller und sozialer Würde" einher und erinnert angesichts nationaler Vorurteile an ein reiches zivilisatorisches Erbe, das als solches anerkannt werden muss.“[28]
Die Redaktion der Zeitschrift bestand aus Bauern und Vertretern der Komitees[2]:S. 147. Die Redaktion des Le Canard enchaîné, die bereits im Rahmen des GFA-Projekts eine Parzelle auf dem Plateau gekauft hatte, leistete technische Hilfe und half bei der Erstellung des Layouts.[29]
- Nachdem die Bauern bereits 1973 eine eigene Schule für ihre Kinder auf dem Larzac durchgesetzt hatten (Lage), damit diese nicht länger den täglichen Weg nach Millau auf sich nehmen mussten[2]:S. 134 f., etablierten sie am 15. Mai 1975[2]:S. 267 eine weitere Bildungseinrichtung. An jenem Tag wurde die Larzac Université gegründet, deren Ziel es unter anderem war, den Austausch zwischen universitärem und volkstümlichem Wissen zu fördern. Die Idee, die auf ein Treffen zwischen Landwirten und Dozenten der Universität Paris VII zurückgeht, wurde von einem Trägerverein übernommen, der in dem im Erweiterungsgebiet gelegenen und zu La Roque-Sainte-Marguerite gehörenden Weiler Montredon[30] (Lage) ein Anwesen erwarb und zu einem Gästehaus ausbaute. Als Schwerpunkte der Université benennt Hertle:
  - direkte Unterstützung der Larzac-Bauern und der Region in der wirtschaftlichen und kulturellen Entwicklung sowie im Widerstand gegen den Truppenübungsplatz,
  - vertiefende Reflexionen und Informationen über politische Themen wie Grundbesitz, Zentralmacht und regionale Entwicklung oder die vielseitige Bedrohung der bürgerlichen Freiheiten,
  - weitere Veranstaltungen ohne direkten Bezug zum Larzac[2]:S. 136 und die Webseite larzac.org hebt besonders die Gründung einer Veterinärgruppe im Jahr 1976 hervor, die zu einer Verbesserung der Herdengesundheit beigetragen habe.[31]
Die Gründung der Université Larzac weist einige parallelen zu einer ähnlichen Einrichtung in Deutschland auf, die ebenfalls 1975 im Kampf gegen das Kernkraftwerk Wyhl als Teil der Neuen Sozialen Bewegungen gegründet wurde: der Volkshochschule Wyhler Wald.[32], und einen ähnlichen Ansatz verfolgte auch die 1982 während der Auseinandersetzungen um die Startbahn West gegründete Walduniversität Mörfelden-Walldorf[33].

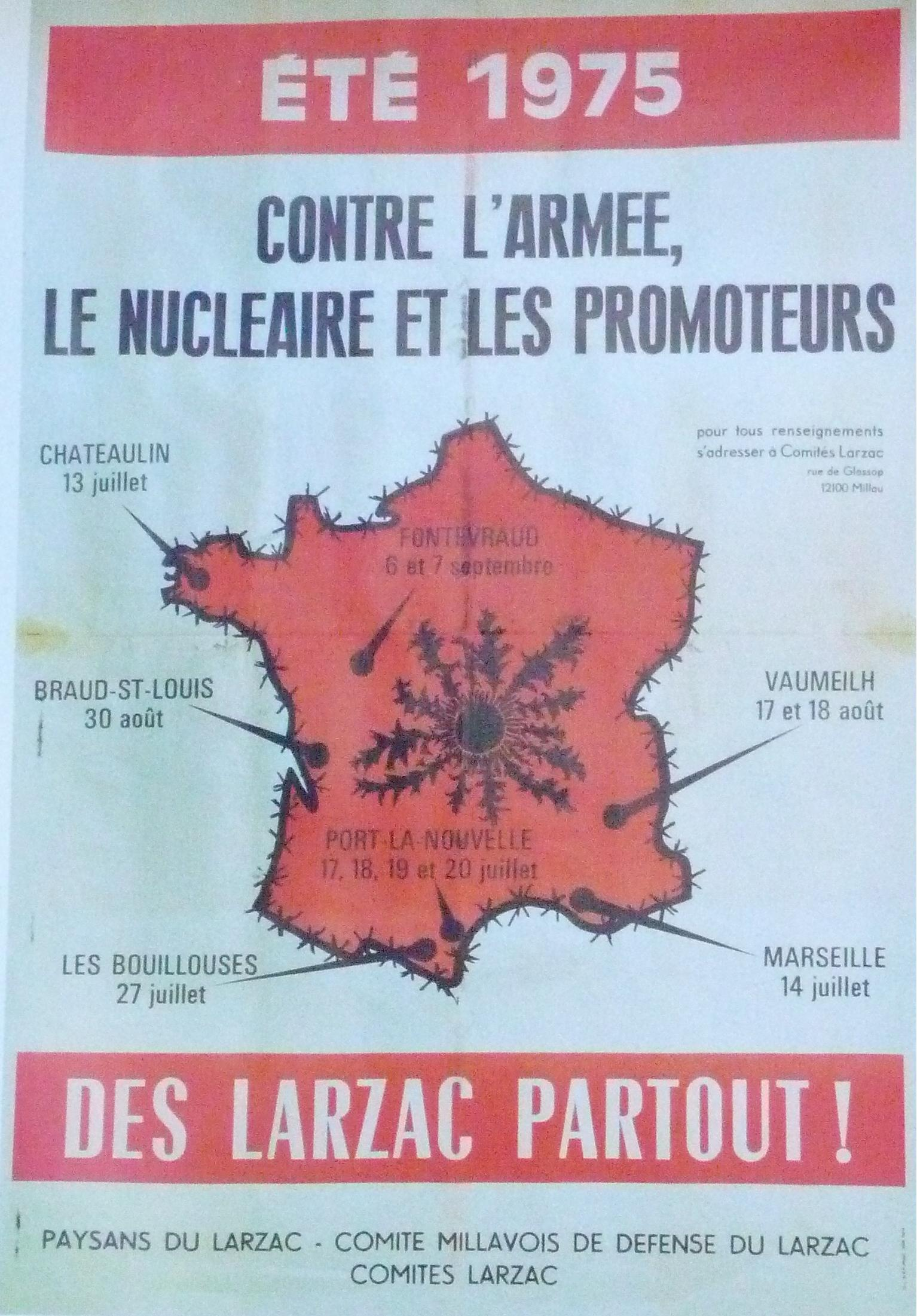
Larzac ist überall

Statt der großen Sommerfeste auf dem Larzac startete im Jahr 1975 die Aktion Des Larzac partout (Larzac ist überall). Die Bauern wollten ihre Ideen ins Land hinaustragen und gleichzeitig ihre Solidarität mit Menschen zeigen, die an anderen Orten gegen Großprojekte der Regierung kämpften. Ganz ohne Larzac-Veranstaltungen ging es aber trotzdem nicht. Im Sommer Kam der Bischof von Orléans zu einem Besuch auf das Plateau:S. 148, und im August 1975 stattete das Théâtre du Soleil von Ariane Mnouchkine dem Larzac einen Besuch ab und führte das Stück Des moutons, pas des dragons (Schafe, keine Drachen) auf, „ein Stück über die Geschichte der okzitanischen Kultur und der Bauernkämpfe "gegen die autoritären Entscheidungen der Staatsmacht“, verkörpert durch die Drachen.
Am 4. Oktober 1975 besetzten vier Kriegsdienstverweigerer Le Cun, ein der Armee gehörendes Haus, um dort einen alternativen Ort zu schaffen. Er sollte eine Anlaufstelle für Gewaltfreiheit und für ein ökologisches und gemeinschaftliches Leben werden.

« Des débuts aventureux et très mouvementés durant quelques années, avec d’une part une participation active à la lutte militante du plateau dans une approche spécifiquement non-violente, et d’autre part une expulsion puis une réinstallation dans des conditions très précaires, jusqu’à l’implantation légale et définitive en 1981 dans un habitat entièrement construit pour ce projet. »

„Die Anfänge waren abenteuerlich und einige Jahre lang sehr turbulent, mit einer aktiven Teilnahme am militanten Kampf auf dem Plateau mit einem spezifisch gewaltfreien Ansatz einerseits und einer Vertreibung und anschließenden Neuansiedlung unter sehr prekären Bedingungen andererseits, bis 1981 die legale und endgültige Ansiedlung in einem vollständig für dieses Projekt errichteten Wohnhaus erfolgte.“

Le Cun ist heute ein weitläufiger Ort zum Wohnen, für kulturelle, landwirtschaftliche, ökologische und solidarische Aktivitäten, der im Laufe der Zeit durch neue Gebäude und Einrichtungen erweitert wurde. Am bekanntesten scheint der vom Trägerverein betriebene Eco-Camping Larzac (Lage) zu sein.

## 1976 – Ermüdungserscheinungen
Am 5. März 1976 erklärt der französische Staatsrat letztinstanzlich die Camp-Erweiterung aufgrund ihres öffentlichen Nutzens für rechtmäßig.:S. 268 Zwar stellt die Armee ihre Landkäufe vorerst ein, aber den Akteuren vor Ort drängt sich der Verdacht auf, dass die wahren Absichten des Staates nicht bekannt sind. Ob weitere Verhandlungen mit der Präfektur fortgesetzt werden sollen, ist auch unter den 103 umstritten.:S. 268 Der Druck wächst.

« Depuis 1976, le Larzac fait l'objet d'un intense contrôle administratif et judiciaire. Au fil des mois, le combat semble s'enliser et les divisions se creuser entre les habitants du plateau. Une partie de la population, en particulier les commerçants de La Cavalerie sont favorables à l'extension du camp. Les paysans des régions alentours accusent ceux du Larzac de vouloir faire grimper les prix de leurs terres. Au sein même du groupe des 103, des dissensions apparaissent. La lutte s'éternise et accapare les opposants à l'extension du camp, bouleversant la vie familiale et le travail sur les exploitations. Dix ans après les débuts de la lutte, la lassitude guette. L'action directe supplante le symbolique, menaçant la pratique non violente. »

„Seit 1976 ist der Larzac Gegenstand einer intensiven administrativen und gerichtlichen Kontrolle. Im Laufe der Monate scheint der Kampf ins Stocken geraten zu sein und die Spaltungen unter den Bewohnern des Plateaus werden immer größer. Ein Teil der Bevölkerung, insbesondere die Händler in La Cavalerie, befürworten die Erweiterung des Lagers. Die Bauern aus den umliegenden Regionen beschuldigen die Bauern von Larzac, die Preise für ihr Land in die Höhe treiben zu wollen. Auch innerhalb der Gruppe der 103 kommt es zu Unstimmigkeiten. Der Kampf zieht sich in die Länge und nimmt die Gegner der Erweiterung des Lagers in Beschlag, was das Familienleben und die Arbeit auf den Höfen erschüttert. Zehn Jahre nach den Anfängen des Kampfes macht sich Müdigkeit breit.“

Trotz dieses äußeren und inneren Drucks gab es Anfang Juni 1976 eine mehrtägige Pfingstveranstaltung der Université Larzac zum Thema Freiheit, an der sich Vertreter aus verschiedenen Regionen Frankreichs beteiligen:S. 268, aber am 28. Juni entlud sich der auf den Bauern lastende Druck in einer Aktion, die an die Grenzen der gewaltfreien Praxis führte. Am 28. Juni 1976 drangen 14 Bauern und acht Kriegsdienstverweigerer in die Büros des Militärlagers in La Cavalerie ein, um sich über den fortschreitenden Landerwerb durch die Armee zu informieren. Sie konnten Kaufunterlagen entwenden, vernichteten auch einige Akten, doch entstand der größte Schaden nach einem Tränengasangriff der Polizei auf die Eindringlinge, der einen Brand in der Baracke ausgelöst hatte.:S. 153
Die Bauern sahen sich bei ihrer Aktion nicht nur der Polizei gegenüber, sondern auch Gegendemonstranten aus La Cavalerie, die für die Erweiterung des Camps eintraten.:S. 153
Die 22 Eindringlinge, darunter auch der spätere Europapolitiker José Bové wurden festgenommen und schnell vor Gericht gestellt. Bereits am 2. Juli 1976 wurden sie Rodez zu mehrmonatigen Gefängnisstrafen verurteilt, aber am 17. Juli 1976 vorläufig auf freien Fuß gesetzt. In einem Berufungsverfahren am 15. Dezember 1976 wurde die Strafe für alle Angeklagten auf fünf Monate Gefängnis vereinheitlicht und zur Bewährung ausgesetzt.:S. 268 f. Nach der Webseite l'Histgeobox zeugte das von dem Willen der Behörden, die Konfrontation zwischen den Erweiterungsgegnern und dem Staat auf das Gebiet der Justiz zu verlagern, um auf diesem Wege die aktivsten Kräfte auszuschalten. Parallel dazu erfolgten Räumungen besetzter Höfe, aber auch neue Landkäufe im Rahmen des erweiterten GFA-Projekts (GFA-II), das inzwischen auch von Jean-Paul Sartre unterstützt wurde.:S. 268

## 1977–1978 – Die Intensivierung des Kampfes
Die erste Hälfte des Jahres 1977 war eher eine Zeit des Geplänkels. Es gab die ersten Prozesse gegen Wehrpassrücksender, kleinere Konfrontationen zwischen Bauern und dem Militär, aber auch weitere Landerwerbe im Rahmen der GFA-Projekte. Zwei politische Ereignisse aber stechen hervor:
- Am 25. April 1977 wurde Paul Bernard neuer Präfekt des Aveyron, der vorgab, eine Einigung zwischen den Erweiterungsbefürwortern und ihren Gegnern vorantreiben zu wollen. Für Pierre-Marie Terral, für die mit Bernards Ernennung „die Situation eine völlig neue Wendung“[37] nahm, verlief dessen Amtszeit bis 1981 dennoch zwischen Konfrontation und Verständigung („entre confrontation et concertation“).[15]
- Auch in Millau änderte sich die Situation. Dort wurde im Frühjahr 1977 ein neuer Bürgermeister gewählt, was dazu führte, dass sich am 18. Mai 1977 der Stadtrat gegen die Erweiterung des Militärlagers aussprach – ein Bruch mit der Position des früheren Bürgermeisters, der das Militärprojekt befürwortet hatte.[15]

Der Sommer 1977 fand aber auch wieder eine Großveranstaltung statt, die an frühere Jahre erinnerte. Unter dem Motto „Leben und Arbeiten auf dem Land“ (Vivre et travailler au pays) fanden sich am 13./14. August 1977 etwa 50.000 Menschen auf dem Larzac-Plateau ein. Debatten, Konzerten und Kundgebungen fanden statt, die Ökologie war ein zentrales Thema, und ebenso der Kampf gegen die Atomkraft. Und es kommt zu einer besonderen Demonstration: Am 14. August 1977 zogen die Bauern mit 85 Traktoren, auf denen 15 vermummte Mitglieder eines Soldatenkomitees saßen, in das Militärlager ein. Eine Auseinandersetzung mit Soldaten oder der Polizei blieb offenbar aus, aber: „Diese Massenmobilisierung brachte die Bewegung zurück in die nationale Medienlandschaft und bewies dem Staat, dass die paysans travailleurs den Kampf nicht aufgegeben hatten.“
Am 3. September 1977 bekräftigte der französische Armeeminister erneut das Festhalten an den Erweiterungsplänen, und am 20. Oktober 1977 zeigte auch der neue Departements-Präfekt, dass er nicht von den Erweiterungsplänen abzurücken gedachte. Er verlängerte die Erklärung über den öffentlichen Nutzen des Projekts um weitere fünf Jahre und schuf somit auch die Möglichkeiten für weitere Enteignungsverfahren.:S. 268 f.
Bis zum Jahresende 1977 gab es noch einige Protestaktionen, und Mitterrand bekräftigte, dass es keine Camperweiterung geben werde, wenn er im März 1978 die Präsidentenwahl gewinnen würde. Sieger wurde aber Valéry Giscard d’Estaing, und dadurch blieben die Erweiterungspläne weiter auf der Tagesordnung. Einen symbolischen und faktischen Rückschlag hatte es zuvor schon am 20. November 1977 gegeben, als acht Bauern aus La Cavalerie 15 ha Land an die Armee verkauften.:S. 270
Insgesamt verliefen die ersten zehn Monate des Jahres 1978 eher ruhig. Es gab kleinere Aktionen gegen die Erweiterung, Fastenaktionen, aber auch Überfälle der Armee auf besetzte Höfe. Am 28. September 1978 leiteten dann die Behörden eine weitere Eskalationsstufe ein. Eine arrêtés de cessibilité wurde bekanntgegeben, eine vorläufige Besitzeinweisung zu Gunsten der Armee für Höfe in La Cavalerie und in La Roque-Sainte-Marguerite. Der Präfekt versuchte, dies zu beschönigen, verwies auf „die bisherige großzügige Haltung der Regierung“ und erklärte:

„Der Erlaß für die beiden Gemeinden bedeutet weder Räumung noch Beendigung des Dialoges. Die Möglichkeit zur Einigung bleibt offen. Das Ziel ist es, daß die Armee der Nation auf dem Larzac-Plateau friedlich mit den Bauern und der lokalen Bevölkerung zusammenlebt, wie in der Vergangenheit seit Beginn des Jahrhunderts.“

12 Bauern aus dem Larzac starteten daraufhin am 29. September 1978 eine viertägige Fastenaktion in der Kathedrale von Rodez, die großen Widerhall in der regionalen und nationalen Presse fand und zu umfangreichen Sympathiebekundungen führte. Die Fastenaktion wurde zum Auftakt einer Protestwelle im Departement und darüber hinaus in ganz Frankreich.:S. 182 f.
- Am 23. Oktober 1978 begannen neun Bauern und gewaltfreie Aktivisten eine Fastenaktion in der Pariser Kirche St-Séverin, wo sie unter anderem Besuch von Mitterrand, Michel Rocard und André Glucksmann erhielten sowie eine schriftlich Sympathiebekundung von Jean-Paul Sartre.[2]:S. 186
- Es folgte am 28. Oktober 1978 ein nationaler Aktionstag, an dem sich Menschen in 110 französischen Orten beteiligten; in 40 von ihnen fanden Fastenaktionen statt. In Nantes verknüpften 10.000 Demonstranten ihren Kampf gegen den Bau des Atomkraftwerkes in Le Pellerin mit dem Kampf um den Larzac unter der Parole Gardarem lo Pellerin – Gardarem lo Larzac. Im Larzac selber marschierten 2.000 Menschen von Roquefort-sur-Soulzon nach Tournemire. Damit wollten sie verhindern, dass aus dem Bahnhof Tournemire-Roquefort ein Verladebahnhof für Armeetransporte auf das Larzac-Plateau würde[2]:S. 186 f., dessen Gegenstück der Bahnhof von L'Hospitalet werden sollte.[2]:S. 198
- Es folgte mit Start am 8. November 1978 am symbolträchtigen Schafsstall in La Blaquière „der lange Fußmarsch der Larzac-Bauern nach Paris“[2]:S. 188: 23 Männer und Frauen machten sich auf einen 710 km langen Marsch, der sie in 25 Etappen nach Paris brachte. „Auf den 25 Etappen, die nötig sind, um die Hauptstadt zu erreichen, treffen die Marschierer auf Landwirte, Arbeiter und lokale Unterstützungskomitees. Der Marsch verleiht dem Kampf wieder eine nationale Dimension. Wie sechs Jahre zuvor kündigt die Regierung ein Verbot der Demonstration an, obwohl sich die Teilnehmer vor den Toren der Hauptstadt befinden. Die Bauern setzen sich darüber hinweg und die Demonstration wird zu einer Machtdemonstration. Am 2. Dezember demonstrierten 50.000 Menschen zwischen der Porte d'Ivry und der Porte d'Italie.“[40]
Am 3. Dezember wurden lediglich 11 der Bauern von einem hohen Beamten im Verteidigungsministerium empfangen, und dieser skizzierte eine Art Quadratur des Kreises als Ziel der Regierungspolitik: „Die Regierung wolle die Enteignung auf juristischer Ebene rasch abschließen und danach durch eine Art Flurbereinigung versuchen, das Idealziel zu erreichen, daß kein Landwirt seine Umgebung zu verlassen brauche. Gewisse Flächen könnten nach der Enteignung zurückgegeben werden bzw. während eines Teil des Jahres landwirtschaftlich genutzt werden.“[2]:S. 193

Auf die betroffenen Bauern wirkte das keineswegs beruhigend, weshalb am 9. Dezember 1978 die "103" ihren Eid erneuerten und forderten: „Kein Bauer darf gegen seinen Willen vertrieben werden.“ Diese Forderung wurde in der Folge auch von konservativeren Kreisen und von lokalen und regionalen Politikern unterstützt.

## 1979–1980 – Durchhalten bei starker Gegenwehr des Staates
Trotz des Widerstandes des Präfekten beschloss der Stadtrat von Millau für Mitte Februar 1979 die Durchführung einer Volksbefragung, der sich andere Kommunen aus der Region anschlossen. Das Ergebnis war eine eindeutige Ablehnung der Camp-Erweiterung durch die einheimische Bevölkerung und zeigte, dass das nicht nur eine Sache der Bauern war.
In der Folge beschloss die Stadt Millau, ihr gehörendes Gemeindeland auf dem Plateau wieder aufzuforsten, was zu einer Pflanzaktion am 1. April führte, bei der 420 Bäume gepflanzt wurden.:S. 271 Außerdem schlossen sich 21 Bürgermeister aus dem Süd-Aveyron zu einer parlamentarischen Vereinigung gegen die Erweiterung des Truppenübungsplatzes zusammen.:S. 194 Doch der Staat ließ sich dadurch nicht aufhalten stellte am 2. April den Larzac-Besitzern, deren Land sich auf dem Gebiet der Gemeinde Millau befand, Enteignungsbeschlüsse zu. Millau reagierte darauf am 6. April mit der Aktion Millau ville morte (Millau – eine tote Stadt): die Geschäfte blieben am Vormittag geschlossen, die Nationalstraße 9 wurde blockiert und 2.000 Menschen beteiligten sich an einem Protestmarsch.
Eine große Welle an Solidarität erreichte seit Anfang 1979 das Larzac aus französischen Städten außerhalb des Aveyron. 24 Kommunen, darunter Städte wie Grenoble und Montpellier übernahmen Patenschaften für Höfe und Weiler auf dem Larzac oder übernahmen GFA-Anteile. Montpellier spendete auch für die Larzac Université.:S. 195
Parallel dazu verliefen ab Mai 1979. die Versuche eines Richters, auf der Basis der Enteignungsanordnungen mit den Betroffenen Verhandlungen über Entschädigungen zu führen. Mit Ausnahme von 20 Bauern aus La Cavalerie, die zu Verhandlungen bereit waren, stieß der Richter überall auf Ablehnung und Gesprächsverweigerungen, teilweise konnte er nur unter dem Schutz von Polizisten und Soldaten überhaupt zu einzelnen Höfen vordringen. Die Bauern pflügten stattdessen am 3. Mai 1979 50 Hektar Land um, das sich bereits in Armeebesitz befand, und nahmen eine Aussaat vor.:S. 196 ff. 6 von ihnen konnten zudem am 15. Mai bei Verhandlungen im Pariser Armeeministerium eine zweimonatige Unterbrechung des Enteignungsprozesses bewirken.:S. 273
Anfang Juli 1979 brannten in der Nähe von Montredon 150 Hektar Busch- und Weideland. Der Verdacht der Brandstiftung verbreitete sich, da in der Nähe Manöver mit Feuerwaffen stattgefunden hatten. Militär und Gendarmerie behinderten die Löschversuche durch Freiwillige und stellten stattdessen deren Personalien fest. Die Brandursache wurde nie geklärt.:S. 205 f.
Den Sommer 1979 über kamen viele Freiwillige auf das Plateau, um sich an Arbeiten zu beteiligen. Etwa 1.000 Menschen halfen seit Ende März 1979 über Monate hinweg beim Bau von Scheunen und Ställen, dem Verlegen von Wasserleitungen oder dem Ausbau des Telefon- und Wegenetzes. Ein Teil der zur Finanzierung benötigten Mittel stammte aus der von der Association pour la Promotion de l'Agriculture sur le Larzac (APAL, Verein zur Förderung der Landwirtschaft auf dem Larzac) verwalteten Gemeinschaftskasse für Spenden, einen anderen Teil steuerten 30.000 Besucher bei, die diesen Sommer die drei Informationszentren besuchten und dort Informationsmaterialien erwarben.:S. 204 f.
Eine weitere Aktion dieses Sommers war am 26. Juli nahe L'Hospitalet die illegale Grundsteinlegung für ein interkommunales Kulturzentrum auf der Trasse der Bahnlinie von Tournemire nach L'Hospitalet, an der auch Bürgermeister und Gemeindevertreter aus anderen Gemeinden teilnahmen. Der Präfekt versuchte, den Bau zu verhindern, scheiterte aber, und am 2. September fand das Richtfest statt, erste Veranstaltungen im Frühsommer 1980. Die Armee musste den Bau der Bahn zwei Kilometer vor dem Bahnhof von L'Hospitalet einstellen.:S. 198 f.
Nicht ganz so erfolgreich war die Gründung eines eigenen Radiosenders, der am 3. August 1979 zum ersten Mal auf Sendung ging. Die Polizei versuchte erfolglos die Ausstrahlung durch eine Beschlagnahmung der Sendeanlage zu verhindern, war aber bei den beiden nachfolgenden Sendungen am 6. und 17. August mit einem Störsender recht erfolgreich.:S. 205 f.
Im September 1979 kam es außerhalb des militärischen Geländes vermehrt zu Zusammenstößen zwischen Bauern und Soldaten.:S. 206 Am 4. Oktober beschloss der Stadtrat von Millau, keine Verhandlungen über Entschädigungen für Gemeindeland zu führen, und eine Woche später, am 11. Oktober weilte erneut eine Bauerdelegation im Pariser Armeeministerium. Ein ihnen dort vorgelegter Kompromissvorschlag, der angeblich die Rettung von 68 von 83 Höfen beinhaltete, wurde von ihnen zurückgewiesen, da er im Widerspruch stand zu ihnen vorliegenden Informationen, wie zum Beispiel einer geheimen, aber in Gardarem Lo Larzac veröffentlichten Armeekarte.:S. 208 Am 12. Oktober fand dann der erste Prozess wegen Anstiftung zur Wehrpassverweigerung statt, während zugleich 1.000 Wehrpässe bei der UNO in Genf übergeben wurden.:S. 272
Vom 12. bis zum 16. November fasteten 14 Larzac-Bewohner in Rodez. Anlass war der Besuch von Staatspräsident Giscard d'Estaing. Teil dieses Besuchs war auch ein Abendessen mit lokalen Honoratioren.

« Lors du dîner servi en son honneur, plusieurs maires et conseillers généraux, comme Armand Vernhettes, élu de Saint-Beauzély, retournent leurs assiettes en signe de solidarité, obtenant une discussion sur le Larzac et la promesse par le président de la nomination d’un médiateur. Les élus locaux maintiennent leur pression. En janvier 1980, 5 conseillers généraux et 21 maires du Sud-Aveyron se disent prêts à démissionner si rien n’est fait au plus haut niveau pour résoudre le problème du Larzac. »

„Während des Abendessens, das ihm zu Ehren serviert wurde, drehten mehrere Bürgermeister und Generalräte wie Armand Vernhettes aus Saint-Beauzély ihre Teller als Zeichen der Solidarität um, erreichten eine Diskussion über Larzac und das Versprechen des Präsidenten, einen Vermittler zu ernennen. Die Lokalpolitiker halten ihren Druck aufrecht. Im Januar 1980 erklärten sich fünf Generalräte und 21 Bürgermeister des Süd-Aveyron bereit, ihr Amt niederzulegen, wenn auf höchster Ebene nichts unternommen würde, um das Larzac-Problem zu lösen.“

Statt eines Vermittlers nahm aber am 17. November der Enteignungsrichter seine Arbeit wieder auf und versuchte mit massiver Polizeiunterstützung die Entschädigungsverhandlungen, wenn auch vergeblich, fortzusetzen. Zum folgenschwersten Konflikt in diesem Zusammenhang kam es am 17. Dezember 1979 in Millau, wo die Polizei gewaltsam Sitzblockaden aufzulösen versuchte und einzelne Polizisten Sachbeschädigungen an Fahrzeugen von Demonstranten vornahmen. Zu einer Kundgebung am Abend, bei der der Bürgermeister die Demonstranten für ihr besonnenes Verhalten lobte, fanden sich 1.500 Menschen ein.:S. 211 ff.
Zur Jahreswende 1979/80 war es der Regierung trotz ihrer vielfältigen Machtdemonstrationen nicht gelungen, den Larzac-Konflikt in ihrem Sinne zu beenden, und auf dem Plateau überwog zu Beginn des zweiten Widerstandsjahres „die Entschlossenheit, weiter vor Ort zu leben, zu bauen, Landwirtschaft zu betreiben und zu investieren“.:S. 214 Diese Entschlossenheit wurde bestärkt durch einen juristischen Sieg. Ein großer Teil der Besitzer, deren Land bereits im Laufe der Jahre enteignet worden war, hatten gegen diese Maßnahme geklagt – mit Erfolg. Am 7. Mai 1980 hob Frankreichs höchstes Gericht, der Cour de cassation, in 66 Fällen die Enteignungsbescheide wegen Formfehler auf. Das betraf eine Fläche von 3.280 ha Land und damit so viel Land, wie bislang von dem Truppenübungsplatz in Anspruch genommen wurde.:S. 273
Während im Sommer 1980 wieder internationale work-camps auf dem Lazarc stattfanden, bei denen sich Freiwillige an Projekten zur Verbesserung der Lebensbedingungen der Larzac-Bewohner und für den Denkmalschutz engagierten, rüstete der Staat zum Gegenschlag. Am 19. September 1980 kündigte der Präfekt des Aveyron an, dass die Enteignungsverfahren unter Vermeidung der gerichtlich beanstandeten Formfehler wieder aufgenommen würden, und im Oktober bekräftigte der Verteidigungsminister die Absicht der Regierung, am Camp-Ausbau festzuhalten, wenngleich er sich auch zu einigen vagen Zugeständnissen an die Bauern bereiterklärte. Letzteres wurde von diesen aber als Spaltungsversuch empfunden.:S. 216 f.
Ende Oktober begannen unter starker Polizeipräsenz gegen den Widerstand der lokalen Amtsträger die erneuten Vorbereitungen für die Enteignungsverfahren, die am 27. November 1980 in 182 Enteignungsbescheide mündeten und am 19. Dezember den Betroffenen zugestellt wurden.:S. 218 f. Die Bauern nahmen dies zum Anlass, die Öffentlichkeit abermals auf ihre Art über die Ereignisse zu informieren. Am 27. November errichteten 40 Erwachsene und fast ebenso viele Kinder auf dem Champ de Mars ein Zeltlager. Erklärtes Ziel der Protestler war es, die Enteignungen zu stoppen, und dafür erhielten sie viele Sympathiebekundungen prominenter Politiker und Intellektueller sowie praktische Unterstützung durch die umliegenden Bewohner von Paris.:S. 219
Am Nachmittag des 1. Dezember 1980 wurde unter großem Polizeieinsatz das Lager geräumt. Am gleichen Tag verkündete die Regierung auch, dass der Bau des Atomkraftwerkes in Plogoff, dessen Gegner den Bauern des Larzac eng verbunden waren, von öffentlichem Nutzen sei. Gegner dieses Projekts trafen sich daraufhin in Paris mit den Larzac-Bauern, die nach der Schließung ihres Protestcamps Paris nicht verlassen hatten, sondern dort fast zwei Wochen lang Protestaktionen durchführten. Als Basis diente ihnen ein von Michel Rocard organisierter Schleppkahn auf der Seine.:S. 220
Als die Larzac-Bauern Mitte Dezember 1980 nach Hause zurückkehrte, hatten sie ihr Ziel nicht erreicht. Zugleich war aber absehbar, dass wegen der im Frühjahr 1981 anstehenden Präsidentschaftswahlen eine den Enteignungsverfahren unmittelbar folgende Räumung der Höfe sehr unwahrscheinlich sein würde. Daran änderte auch nichts, dass im Februar 1981 die Abgeordneten des Aveyron im Pariser Verteidigungsministerium einen Text unterzeichneten, der eine geringere Erweiterung des Lagers vorsah. Diese „Mini-Erweiterung“, hätte die großen Betriebe im nordwestlichen Larzac auf Kosten der Gebiete im Nordosten gerettet; sie wurde aber von der nationalen Larzac-Bewegung und einem Teil der Landwirte abgelehnt. Die Aktionen auf dem Plateau gegen eine drohende Räumungen gingen weiter.

## 1981 – ein Sieg nach 10 Jahre gewaltfreiem Widerstand
Am 10. Mai 1981 gewann François Mitterrand die französische Präsidentschaftswahl. Sein Versprechen, die Larzac-Erweiterung zu verhindern, stand im Raum, doch Charles Hernu, sein Verteidigungsminister, wollte mit Rücksicht auf das Militär auf den Ausbau des Camp de Larzac nicht verzichten. Es folgte eine Zeit der Unsicherheit, in der nach Terral vor allem Gérard Deruy, der sozialistische Bürgermeister von Millau, die neue Regierung zu einer Stellungnahme gegen die Ausbaupläne drängte. Mit Erfolg: Am 3. Juni erklärte François Mitterrand im Ministerrat, dass er sein Versprechen einhalten und das Erweiterungsprojekt nicht weiter verfolgt werde; die noch laufenden Verfahren würden eingestellt. Am 7. Juni verließ die Armee die fünf von ihr besetzten Bauernhöfe.
Vom 18. bis 23. August 1981 fand auf dem Plateau die „Internationale Begegnung für den Frieden“ statt, während der der „Larzac-Aufruf zum Widerstand gegen Atomwaffen“ verabschiedet wurde. Die Veranstaltung endete mit einem „‚Fest der Freundschaft‘ als Dank an die Larzac-Bewegung für die Unterstützung des Widerstandes“. Einen Tag später setzte der Präfekt des Aveyron die Erklärung über den öffentlichen Nutzen vom Dezember 1972 und die einstweilige Besitzeinweisung vom November 1980 außer Kraft.:S. 275 Das formelle Ende der Camp-Erweiterung auf dem Larzac war besiegelt.

## Kulturelle und gesellschaftliche Folgen
Der Sieg über die Interessen des französischen Militärs war nicht das Ende der Larzac-Bewegung. Die Regierung verhandelte mit den Vertretern der Bauern, Guy Tarlier und José Bové, über die Zukunft des von der Armee über die Jahre gekauften Landes. Am 29. April 1985 wurden diese mehr als 6.000 ha Land in Form eines 99-jährigen Erbpachtvertrags der Société Civil des Terres du Larzac (SCTL, Zivile Gesellschaft zur kollektiven Verwaltung der Bodenflächen auf dem Larzac) übertragen, wodurch den Bauern eine langfristige Perspektive zur kollektiven Sicherung ihrer Existenz gegeben wurde.
Bereits 1982 war die Larzac-Stiftung gegründet worden, durch die die Bauern etwas von der ihnen zu Teil gewordenen Solidarität zurückgeben wollten. Die ab 1999 als Verein Larzac-Solidarités ihre Arbeit fortsetzend Stiftung organisierte in Zusammenarbeit mit anderen aus der Bewegung hervorgegangenen Organisationen Solidaritätsaktionen auf nationaler und internationaler Ebene. Schon 1981 war der Larzac-Bauer Pierre-Yves Boissieu Redner bei der Friedensdemonstration im Bonner Hofgarten:S. 275, und solche friedenspolitischen und globalismuskritischen Aktionen gehörten in den Folgejahren regelmäßig zu den Aktionen, die von den Larzac-Bauern unterstützt wurden. Hertle nennt unter anderem:
- 1974 wurde im elsässischen Marckolsheim das Gelände für ein extrem umweltbelastendes Blei-Chemiewerk erfolgreich besetzt und der Bau verhindert. Wichtige Impulse für diesen Protest kamen vom Larzac.[46]
- 1977 kam es im elsässischen Gerstheim (bei Strasbourg) zu einer erfolgreichen Bauplatzbesetzung gegen ein geplantes Atomkraftwerk.  Auch dieser Protest hatte Wurzeln im  Larzac-Widerstand.[47]
- 1982 reiste eine Delegation nach Japan, um den Widerstand gegen die Erweiterung des Flughafens Tokio-Narita zu unterstützen.
- Im August 1983 demonstrierten auf dem Larzac 15.000 Personen für ein Einfrieren der Atomwaffen und gegen die Stationierung von Mittelstreckenraketen in Europa.
- Ab 1985 entwickelten sich enge Beziehungen zum kanakischen Volk, den Ureinwohnern von Neukaledonien. Kanak-Vertreter besuchten mehrfach den Larzac, wurden durch Spendensammlungen unterstützt und erhielten als Geschenk eine Parzelle Land für den Bau einer Hütte als symbolische Botschaft und zur Pflanzung eines Freiheitsbaumes.[36]
- 1987 wurde die Confédération paysanne (Gewerkschaft für bäuerliche Landwirtschaft und die Verteidigung ihrer Arbeiter)[48] gegründet, zu deren wichtigsten Anführern José Bové gehörte.[36]
- 1995 reiste eine Larzac-Delegation nach Polynesien, um den Widerstand gegen die französischen Atomtests auf dem Mururoa-Atoll zu unterstützen.
- Als symbolische Offensive gegen die Herrschaft der Waren über die Welt demontierten Larzac-Bauern 1999 vor Beginn des Weltsozialforums in Seattle die Baustelle für eine McDonald’s-Filiale in Millau.[45]
- Ohne konkrete Jahresbezüge verweist Herle auch auf die Teilnahme von Larzac-Bewohnern an Missionen zum Schutz des Palästinensischen Volkes.
- Seit dem Jahr 2000 organisiert die aus der Protestbewegung hervorgegangene Organisation AVEM (Association Vétérinaires éleveurs du millavois = Verband der Tierärzte und Tierzüchter des Millavois)[49] „Besuche von Bauern aus dem Departement Aveyron in Ländern des globalen Südens sowie Seminare für Landwirte und Viehzüchter aus Algerien und dem Senegal in der Larzac-Region. Seit den 70er Jahren kamen zahlreiche Vertreter*innen von Bauernverbänden z.B. aus Kolumbien, Spanien, El Salvador, Indien usw. auf den Larzac, um sich zu informieren und von den Erfahrungen des Larzac z.B. mit gewaltfreiem Widerstand und kollektiver Verwaltung der Ländereien zu lernen.“[45]
- Auf dem Rajal del Gorp, einem charakteristischen Teil der Causse du Larzac[50], fand im Sommer 1973 die erste Großveranstaltung auf dem Larzac statt. Auf Initiative der Confédération paysanne fand dreißig Jahre später, vom 8. bis 10. August 2003, in L'Hospitalet erneut eine Großveranstaltung statt, an der insgesamt 250.000 Menschen teilnahmen. Die Veranstaltung richtete sich gegen das von der Welthandelsorganisation (WTO) propagierte ultraliberale Wirtschaftssystem, wurde aber auch kulturell durch rund 50 Konzerte begleitet. Einer, der hier auftrat, war der Sänger Manu Chao.[36]
- Vom 3. bis 6. August 2023 fand auf dem Larzac-Plateau die erste Ausgabe von Les Résistantes statt.[51] Die Veranstaltung, die unter anderem von der Société Civil des Terres du Larzac, der Confédération paysanne und der Fondation Danielle Mitterrand unterstützt wurde, verstand sich als Widerstandstreffen von lokal bis global arbeitenden Verbänden, Gewerkschaften und Kollektiven, die sich vorwiegend mit sozialen, ökologischen und gesellschaftlichen Themen befassen. Mehr als 7.500 Menschen und 200 Vereine und Kollektive versammelten sich vier Tage lang zu Workshops, Schulungen und auch kulturellen Veranstaltungen.[52]

Über all dem darf nicht vergessen werden, welchen Beitrag zur Revitalisierung der landwirtschaftlichen Aktivitäten auf dem Larzac und zur Verbesserung der lokalen und regionalen Ökonomie der Kampf gegen die Camp-Erweiterung zur Folge hatte-

„Seit 2003 gibt es z.B. in Millau den “marché paysan”, einen von 30 Höfen getragenen Laden zur Direktvermarktung regionaler Produkte. Die wirtschaftlichen Aktivitäten wurden diversifiziert: produzierten die Larzac-Bauern bis 1971 fast ausschließlich Schafsmilch für die Käseindustrie in Roquefort, so enthält die Produktionspalette heute auch Hühner, Rinder, Schweine, Angoraziegen, essentielle Öle und Honig. Neu dazu kam eine kleine Brauerei, eine Bäckerei, Anbau und Verarbeitung aromatischer Pflanzen für Apéritif, Schnäpse, Essig. Seit 1996 arbeitet “Les bergers du Larzac”, eine eigene Käserei getragen von 30 Familien mit 32 Angestellten, die gerade dabei ist, ihre Produktion zu verdoppeln.
All diese Produkte sind in den Sommermonaten auch auf den Wochenmärkten in den Weilern Montredon, Potensac und La Courvertoirade zu finden, sowie in der “Jasse – Maison du Larzac” (ehemaliger, zum Informations- und Versammlungsort ausgebauter Schafstall an der D 809) sowie in weiteren Geschäften, in Touristen-Unterkünften, Campingplätzen und Restaurants. […]
Die wirtschaftliche Seite ist Ausdruck der kollektiven Kreativität, begünstigt durch die Vitalität des sozialen Gefüges. Ein Netzwerk von Vereinen und Kollektiven berührt alle Lebensbereiche und ist Ausdruck von individueller und kollektiver Autonomie.“

Es gab allerdings auch Gegner dieser Entwicklung. Viele Bewohner von La Cavalerie waren Befürworter des Camp-Ausbaus. Vor allem bei den Geschäftsleuten des Ortes, von denen einige viel investiert hatten, um sich auf einen Zustrom von Truppen vorzubereiten, überwog der Zorn, als 1981 das Aus für die Erweiterungspläne bekannt wurde. Und 2015 sorgte die Regierung erneut für Unmut auf dem Larzac. Seit 2011 hatte es Gerüchte über die Schließung des Camps gegeben, in dem nur noch 172 Soldaten stationiert waren. Am 31. Juli 2015 kündigte das Verteidigungsministers ohne vorherige Information der lokalen Bevölkerung an, die 13. Halbbrigade der Fremdenlegion auf dem Larzac zu stationieren. Begonnen wurde mit 460 Legionären im Jahr 2015, im Laufe der Zeit sollten es etwa 1.200 werden. Dieser Plan, diesmal unter der Regierung von François Hollande, riss alte Fronten wieder auf. Die Bauern waren Gegner des Projekts – mit einer prominenten Ausnahme: José Bové, nun Abgeordneter im Europäischen Parlament, sah keinen Grund, sich gegen die Fremdenlegion zu positionieren. Für ihn ging es nicht um eine Camp-Erweiterung, sondern lediglich um einen Nutzerwechsel. Seine Haltung führte zu einem Zerwürfnis mit der von ihm mitbegründeten Confédération paysanne. Und wie bei den früheren Auseinandersetzungen zählte die Gemeinde La Cavalerie abermals zu den Befürwortern des Projekts. Der Bürgermeister schwärmte von den in Aussicht gestellten Investitionsmitteln und hoffte, dass diese den örtlichen Betrieben, Handwerkern und Restaurants zugutekommen werden. Die großen Proteste blieben diesmal aus, und zu Beginn der 2020er Jahre wird auf der Webseite L'étape du Larzac stolz auf die Anwesenheit der Fremdenlegionäre in La Cavalerie hingewiesen und auch auf deren Einrichtungen, die der Gemeinde zur Mitbenutzung zur Verfügung stehen.
Dass der Kampf um den Larzac nicht aus dem kollektiven Gedächtnis Frankreichs verschwunden ist, zeigen die vielen Artikel, die 2021 zum 50. Jubiläum des Beginns der Auseinandersetzungen erschienen und im Internet zu finden sind. Dennoch gehen die Meinungen darüber auseinander, inwieweit sich der Geist des Larzac erhalten hat. Hervé Ott, der 1975 auf das Plateau kam, um sich am Kampf zu beteiligen und weiterhin dort lebt, sah 2021 wenig zuversichtlich in die Zukunft. Er bedauerte den verlorengegangenen Zusammenhalt der ehemaligen Aktivisten und fand es bezeichnend, dass es kein einziges Treffen gab, um gemeinsam über den Jahrestag nachzudenken

## Filme und Podcasts
- Tous au Larzac. Der knapp zweistündige Dokumentarfilm von Christian Rouaud kam 2011 in die Kinos und folgt der Chronologie der Ereignisse der Jahre 1971 bis 1981. Der Film in französischer Sprache ist als DVD erhältlich und als VOD in der arte boutique.
- Weitere Filme/Dokumentationen sind über die Webseite larztac.org erhältlich oder auch auf youtube.com zu finden.
- Le peuple du Larzac, luttes d'hier et d'aujourd'hui – ein knapp einstündiger Podcast vom 13. Mai 2021 auf radiofrance.fr.
- Larzac, les champs du possible. Der knapp einstündige Dokumentarfilm ist über die Webseite von franceinfo.fr zugänglich, allerdings nicht aus Deutschland. Auf der Webseite sgteht aber ein freizugänglicher Trailer zur Verfügung.